# تولد پزشکی بالینی
تولد پزشکی بالینی: باستان‌شناسی نگاه پزشکی (به فرانسوی: Naissance de la clinique: une archéologie du regard médical) کتابی از میشل فوکو، نویسنده فرانسوی است که نخستین بار در ۱۹۶۳ میلادی در فرانسه و به زبان فرانسوی منتشر شد. فوکو در این کتاب به دنبالِ بررسی پیدایشِ «پزشکی بالینی» (la clinique) و آموزش بالینی در بیمارستان‌ها به عنوان نهادی درمانی، به معرفی مفهومِ «نگاه پزشکی» (Le regard médical) و بازسازی معرفت‌شناسیِ پژوهش‌های حوزهٔ درمان در سدهٔ هجدهم میلادی می‌پردازد.
فوکو، تاریخ پزشکی را در سه بخش مطالعه می‌کند: یکم پزشکیِ دوران رنسانس تا حوالی انقلاب فرانسه با نام «پزشکی رده‌بندی امراض» (به پزشکی پیش از این دوران که طب سنتی یا پزشکی جالینوسی از یونان باستان بوده است، صرفاً اشارهٔ گذرایی می‌کند)، دوم پزشکی اواخر سدهٔ هفدهم و سدهٔ هجدهم که بسیار متأثر از حوادث انقلاب فرانسه بود به نام «پزشکی بالینی اولیه» (که این نوع پزشکی هم باز مبتنی بر رده‌بندیِ اَمراض بود) و سوم پزشکیِ همراه با کالبدشکافی که متأثر از فعالیت‌های بیشا بود به نام «پزشکی بالینی-تشریحی» (که هم مصداقِ درانداختنِ طرحی نو بود و هم برخی از مفاهیم قدیمی را احیا کرد و به کار گرفت. و فوکو برای مخالفت با تصورِ رایجِ «انفکاکِ کاملِ روش‌شناسی پزشکی مدرن با نظام‌های فکری کهن»، به این احیا و وام‌گیری مفاهیمِ قبلی اشاره می‌کند). بازهٔ زمانی‌ای که فوکو به بررسی و مطالعهٔ آن می‌پردازد، تقریباً ۵۰ سال است.
فاطمه ولیانی، در مقدمه‌ای که بر ترجمهٔ این کتاب نوشته است، هدفِ فوکو در این کتاب را «بررسی مجموعهٔ گفتارها، قواعد حاکم بر ابژه‌ها و مفاهیم و عملیات نظری، شرایط لازم برای شکل‌گیری و تغییر و تحول آن‌ها و مناسبات متقابل میان گفتارهای و عرصه‌های غیر گفتاری (زمینه‌های اجتماعی، اقتصادی و سیاسی)» معرفی کرده است. فوکو در این کتاب، انسانی‌تر شدن پزشکی در عصر تجدد را نادرست می‌داند؛ زیرا در این عصر، پزشکان جدید با نگاه پزشکی خود، بیماران را به عنوان مجموعه‌ای از ارگان‌ها صرفاً به موضوع تشریح تبدیل می‌کنند.
فوکو پزشکی بالینی را نه فقط روشی برای درمان بیماری که روشی برای تفکر در رابطه با بدن و بیماری می‌داند. به نظر او، پزشکی بالینی و پزشکی مدرن را نمی‌توان تنها با بررسی تحولات فنی و تکنیکی (مؤسسات پزشکی، شیوه‌های مراقبت و…) توضیح داد بلکه توجه به ساماندهی مجددی که این پزشکی از دانش می‌کند و با آن بدن انسان را به شیوهٔ جدیدی می‌خواند نیز نیاز است.
میشل فوکو در این کتاب ادعا می‌کند که نگاه مدرن علوم انسانی و علوم اجتماعی، نه متأثر از علوم طبیعی (تجربی) که متأثر از پزشکی بالینی است؛ بنابراین طبق نظر او، نگاه و فلسفهٔ وجودی پزشکی بالینی بیش از اینکه شاخه‌ای از علوم تجربی محسوب شود، «سبک خاصی از تفکر» به سیاقِ علوم انسانی است. به زعمِ فوکو، بازتعریفِ رابطهٔ سه مؤلفهٔ حیات، مرگ و بیماری توسط پزشکان بالینی-تشریحیِ سدهٔ نوزدهم بود که نگاه جدیدی در مطالعهٔ انسان، و «دانشِ فَرد» را پدید آورد. میشل فوکو در توضیح این اَمر همچنین به دو مفهوم «سلامتی» و «بهنجاری» توجه می‌کند. او می‌گوید که نگاه پزشکی سده‌ی هجدهم میلادی، معطوف به «سلامتی» بود. یعنی وضعیت بیمار را ناشی از انحراف از یک «قاعده» نمی‌دانست و در پیِ ترمیمِ همچین چیزی نبود، بلکه به بازیابی کیفیاتی مانند سرزندگی، نرمی و روانی توجه می‌کرد و در این راستا بر تغذیه‌ی فرد اهمیت قائل بود، گویی که هر کس می‌تواند پزشکِ خودش باشد. اما تمرکز پزشکی سده‌ی نوزدهم، بر مفهوم «بهنجاری» بود. پزشکی سده نوزدهم، متأثر از علوم شیمی و فیزیولوژی، مفاهیمش را با توجه به «نوع خاصی از عملکرد و ساختار» صورت‌بندی می‌کرد و درمانی را نسخه می‌نمود.  فوکو می‌گوید این نگاه پزشکی سده‌ی نوزدهم، وارد علوم انسانی شد و از مبانی آن گَشت. اندیشمندان علوم انسانی نیز مانند پزشکان، طبق دوگانه‌ی «سالم و مریض»، می‌پژوهیدند:
[در مطالعات علوم انسانی،] صرفا به ساختار درونی موجود سامان‌مند توجه نمی‌شد، بلکه تقابل وضعیت بهنجار و وضعیت مرضی از لحاظ پزشکی، موضوعِ توجه بود.
متفکران علوم انسانی نیز آگاهی، جامعه، نژاد و تمدن را مانند موجودی زنده می‌دیدند که دگرگون و منحرف می‌شدند، رو به ضعف و پژمردگی می‌نهادند، اصالتشان از بین می‌رفت و فاسد می‌شدند، و می‌مُردند. بنابراین علوم انسانی، افزون بر ریشه‌ی زیست‌شناختی، ریشه‌ی پزشکی نیز داشتند. افزون بر استفاده‌ی غالباً استعاری از مفاهیم زیست‌شناسی، حیطه‌ی پژوهش خود را پزشکانه (تضاد سالم و بیمار) تعریف کرده بودند. پزشکی بالینی از سه جهت با علوم تجربی متفاوت است که آن را به طرز فکر متفاوتی بدل می‌سازد: نخست از منظر «هدف»، هدفِ علوم تجربی، کسب دانش از راه درک جهان و اَعیان آن است در حالی که هدف پزشکی بالینی، کاهش درد و رنجِ بیماران و ارتقای سلامتی ایشان است. دوم از منظر «موضوع»، موضوعات مورد بررسی علوم تجربی، پدیده‌های نمونه (تیپیکال) و عادی است درحالی که پزشکی بالینی به پدیده‌های غیرعادی و غیرِ نمونه می‌پردازد. همچنین «ساختار نظری» علوم تجربی شامل الگوهایی همه‌شمول است حال آنکه الگوهای پزشکی بالینی، همه‌شمول نیستند و در آن‌ها، شاهد تبیین‌های علی (Causal)، غایت‌شناختی (Teleological) و متعارض (Mutually Excluding) هستیم.

## نگاه پزشکی
برای فهمِ بهترِ این بخش، ابتدا بخشِ «تحولات معرفت‌شناختی» در همین مقاله را بخوانید.
مفهومِ نگاه به معنای آگاهی و ادراکِ یک فرد (یا یک گروه) از افرادِ دیگر، گروه‌هایِ دیگر یا خودش است. بنابراین منظور از «نگاه پزشکی»، تفکرِ کلی پزشکان دربارهٔ بیمار و بیماری، روشِ مطالعهٔ آن‌ها بر این دو و نحوهٔ صورت‌بندیِ ایشان از این دو است.
در تبارشناسی پزشکی، اصطلاحِ «نگاه پزشکی» به شیءانگاری بدن بیمار توسط پزشک به عنوان اُبژه‌ای جدا از شخصیتِ صاحبش اطلاق می‌شود. این مفهوم، درمان بیماری، پیدایشِ ساختارهای فکری و مادیِ «بالین»، شناخت، بررسی و تحلیل بدن بیمار را ممکن ساخت همچنان که فضای بالینی بخشی از حوزهٔ اجتماعی-اقتصادیِ روابط قدرت بود. پس ورودِ بدن بیمار به بالین به معنای ورود آن به روابط قدرت هم بود که امکان دستکاریِ آن توسط متخصصانِ ذی‌نفوذِ «نگاه پزشکی» را فراهم می‌کرد.
در سدهٔ هجدهم که انقلاب‌های فرانسه (۱۷۹۹–۱۷۸۹) و آمریکا (۱۷۸۳–۱۷۷۵)، ورودِ جهان به دوران مدرن را آغازگر بودند، اتفاقات آن دوران همچنین تحت تأثیر پیشرفت‌های علمی و فنی، به کلان‌روایتی دامن زدند که جایگاه دانشمندان علوم تجربی و به ویژه پزشکان را تا حد «حُکَما»یی بالا می‌برد که قرار بود اَمراض و مشکلات بشری را حل کنند. با همچین نگرشی، جامعهٔ سدهٔ نوزدهم، پزشکان را جایگزین روحانیانِ عملاً بی‌اعتبارشدهٔ قرون‌وسطایی کرد. این افسانهٔ ذکاوتِ پزشکی بالینی برای کلان‌روایتِ گفتمانِ انسان‌گرایی عصر روشنگری، الزامی می‌نمود. فروکاست‌گرایی‌های زیست‌شناختی، این اقتدار را برای پزشکان فراهم آوردند که بتوانند «نگاه» خود را به گونهٔ دیگری جداگانه متوجهِ بیمار و بیماری بکنند. همچنین جامعه نیز نگاه پزشکی را بهره‌مند از قابلیت‌های نیمه‌جادویی‌ای برای کشف حقایق پنهان می‌دانست.
فوکو در مقایسه‌ی نگاه ابتدایی پزشکی بالینی در فرانسه با نگاه پزشکی رده‌بندی امراض می‌گوید:
پیش از آن (در پزشکی رده‌بندی امراض)، نگاه علم پزشکی، درون دایره بسته دانش وحدت می‌یافت و به شکل نهایی و قطعی خود می‌رسید. اما از آن پس، این وحدت، حاصل گردآوری باز، بی‌پایان و در حرکتِ اطلاعات بود که بی‌وقفه جابه‌جا می‌شد و گذشت زمان بر غنای آن می‌افزود. علمی که نگاه علم پزشکی آغازگر آن بود بی‌آنکه پایانی بر آن متذکر باشد؛ این دیگر شکلی از ثبت بالینی سلسله بی‌پایان و متغیر رخدادها بود.
ولی البته همچنان:
محمل این نگاه، ادراکِ فردیتِ بیمار نبود. آگاهی جمعی از همه‌ی اطلاعاتی بود که با هم تلاقی می‌کنند، شاخ و برگی پیچیده و هَر دَم پُرتَر به بار می‌دهند و به ابعاد یک تاریخ، یک جغرافیا و یک کشور گسترش می‌یابند.
میشل فوکو در این خلال اشاره می‌کند که تبدیل‌شدنِ ستادها و انجمن‌های طبی فرانسوی به یک نهاد بوروکراتیک برای ثبت و تحلیل و تبادلِ اطلاعات، نگاهِ پزشکی را دوپاره کرد. نگاهِ دوم، نگاهِ ناظر بر فعالیت‌های پزشکی (نگاه اول) بود که مقدمه‌ای شُد برای وَضعِ یک زبان و برنامه‌ی آموزشیِ معیار برای دانش و تعیینِ صلاحیت پزشکی بالینی.
فوکو در جایی دیگر، معرفی «نگاهِ ساکتِ» پزشکی بالینی که «تخیلات و نظریات پیشین در حضورش خاموش اند» می‌گوید:
در پزشکی بالینی، مشاهده، امتیازات نگاه محض را داراست، نگاهی مقدم بر هر مداخله و وفادار به برداشت بلاواسطه که آن برداشت را بی هیچ دخل و تصرفی ثبت می‌کند؛ نگاهی مجهز به سلاحی منطقی که از بدو امر، ساده‌انگاریِ تجربیونِ بی‌سلاح را دفع می‌کند. … نگاهی که به مشاهده می‌پردازد از مداخله ابا دارد، بی‌زبان و بی‌حرکت است، چیزی را تغییر نمی‌دهد. آنچه در معرض دید قرار می‌گیرد برای مشاهده‌گر هیچ نکتهٔ پنهانی ندارد.
فوکو می‌گوید در نگاه پزشکی بالینی، که عاملِ ایجاد این نوع پزشکی هم بود، رد پای ارزش‌های جهان‌شناختی مضمر عصر روشنگری دیده می‌شود: اسطوره‌ی «نگاه آزاد» که با وفاداری به «کشف»، فضیلتِ ویرانگری نیز می‌یابد؛ نگاه خلوص‌یافته‌ای که خلوص می‌بخشد، نگاهی آزاد از سایه که سایه‌ها را محو می‌کند. فوکو، این نگاه را صرفاً بخشی از دیالکتیک روشنگری می‌دانست که در چشم پزشک جای گرفته بوده است.
به زعم فوکو، نگاه پزشکی بالینی به بدن (برای بررسی علائم و نشانه‌ها) به گونه‌ای بود که گویی می‌خواهد متنی را بخواند یا کلامی از آن بشنود. کلامی که زبانش نباید چیزی مازاد بر پارادایمِ آنچه دیده می‌شد داشته باشد. نگاه پزشکی بالینی برای آنچه می‌دید یک معنا قائل بود که به وسیلهٔ دو حس دیدن و شنیدن کسب می‌شد. به همین دلیل «پرسش از بیمار» (پیرامون پیشرفت فرایند بیماری یا درمان و سابقهٔ بیماری و…) و «معاینه» باید همزمان با یکدیگر پیش می‌رفتند.
فوکو، سه ویژگی را برای نگاه پزشکی بالینی برمی‌شمارد:
1. این نگاه، پشتیبانی یک نهاد اجتماعی (بیمارستان) را داشت و از این جهت، افزون بر مشاهده‌گری، قدرتمند نیز بود.
2. به تقلید از علوم طبیعی و زیستی، متوجه «ساختار» (یعنی شکل، وضعیت مکانی، تعداد و اندازه‌ی عناصر) بود اما محدود به آن نبود و معطوف به «عملکرد» (و بنابراین «بهنجارینگی» و «انحراف») هم بود. می‌توانست و می‌بایست، گونه‌گونی‌ها، تفاوت‌ها، کوچک‌ترین «نابهنجاری»ها و «انحراف»ها باشد.
3. محاسبه‌گر بود. تنها به مشاهده‌ی آنچه اکنون، آشکارا در برابر دیدگان عرضه می‌شود اکتفا نمی‌کرد و می‌بایست، امکان ترسیم موقعیت‌های مساعد و خطرات احتمالی آینده را نیز فراهم می‌کرد.

نگاه پزشکیِ بالینی-تشریحی نگاهی معطوف به عُمق بدن بیمار و آسیب‌های بافتی، همراه با بهره‌گیری از حس لامسه و دارای توجه بیشتری به خودِ بیمار بود که در فهمش از «مرگ» نیز تجدید نظر کرد. مبنای نگاه پزشکی بالینی اولیه به بیماری و اجزای سازنده‌اش (که مشخصا در نحوه تفسیر علائم و نشانه‌ها مشهود است) نگاهی زبان‌شناختی بود که در پزشکی بالینی-تشریحی، مبنایی عینی‌تر (آسیب‌های بافتی) یافت. نگاه پزشکی بالینی-تشریحی برخلاف پزشکی بالینی اولیه، متوجهِ «حجم» بدن بیمار بود تا نِمود «سطحی» علائم و نشانه‌ها؛ هرچند آن هم در نهایت یافته‌های حجم بدن را به سطح می‌آورد و تحلیل می‌کرد.
نگاه پزشکی در دوره بالینی-تشریحی از یک نگاه مبتنی بر دیدنِ صِرفِ سطحِ بدنِ بیمار به یک نگاهِ دیداری، شنیداری و لَمسی (البته همچنان با برتری حس دیداری بر دیگر حواس)، معطوف به فرآیندهای عمقِ بدن بیمار شد.
پزشکی تشریحی-بالینی، برعکس پزشکی بالینی که نگاهِ آماری‌اش به موردها (کِیس‌ها) برای حذفِ علائم و نشانه‌های کَم‌بسامد و رسیدن به یک هستهٔ پایدار (ذات بیماری) بود، به فردیتِ هر کدام از مورد‌ها توجه داشت و ویژگی‌های به‌خصوصِ هر یک از بیماران در طول بیماری را هم لحاظ می‌کرد. در نتیجه زبانِ پزشکی به افزون بر تلاش برای توصیفِ کُلّیات، در راستای توصیف استثنائات هم کوشید. پزشکیِ بالینی-تشریحی به جای حذفِ مواردِ استثنایی رؤیت‌ناپذیر، برای توصیفِ آن‌ها هم با زبانی صبور و دقیق و کیفی و انضمامی تقلا کرد. استعاره در این موارد بر اندازه مرجح شد (به بزرگیِ…، به قدِ…)، راحتی و دشواری عملیات‌های ساده توصیف شد (پاره‌کردن، خردکردن، فشاردادن)، مقایسه تجربی با حالات روزمره انجام شد (تیره‌تر از حالت طبیعی، حسی میان «حس فشردن بادکنکی نیمه‌پر در دستمان و خس‌خس طبیعی نسج ریه»).

## تحولات معرفت‌شناختی
تز فوکو با تاریخ‌دانانی که سدهٔ هجدهم میلادی را تاریخ تولد «سامانهٔ تجربی تازه‌ای بر اساس ارزشِ مطلقِ واقعیتِ مادّیِ رؤیت‌پذیر» می‌دانند مغایرت دارد. به نظر فوکو، پیدایش پزشکی بالینی حکم عقل سلیم به نگریستن به چیزی که واقعاً وجود دارد نبود، بلکه یک جابجایی پارادایم و تغییری در ساختارهای فکری بود که پزشکی بالینی را تبدیل به روشی تازه برای اندیشیدن دربارهٔ بدن، بیماری، اَمراض و درمان کرد:
به پزشکی بالینی همواره استناد و بر آن تکیه می‌شود به دلیل تجربه‌گرایی، محدود و بی‌ادعابودنِ حوزهٔ توجه و دقتی که به کار می‌برد تا اشیاء را آرام و بی‌صدا در معرض نگاه بگذارد بی‌آنکه گفتاری ارائه دهد و بر واقعیت وجود آن‌ها تحمیل کند. اما [با این حال] در حقیقت، این پزشکی اهمیت خود را مدیون این واقعیت است که تجدید سامانی است عمیق، نه فقط در شناخت‌های پزشکی، بلکه در نفس ممکن‌شدنِ گفتاری در باب بیماری.

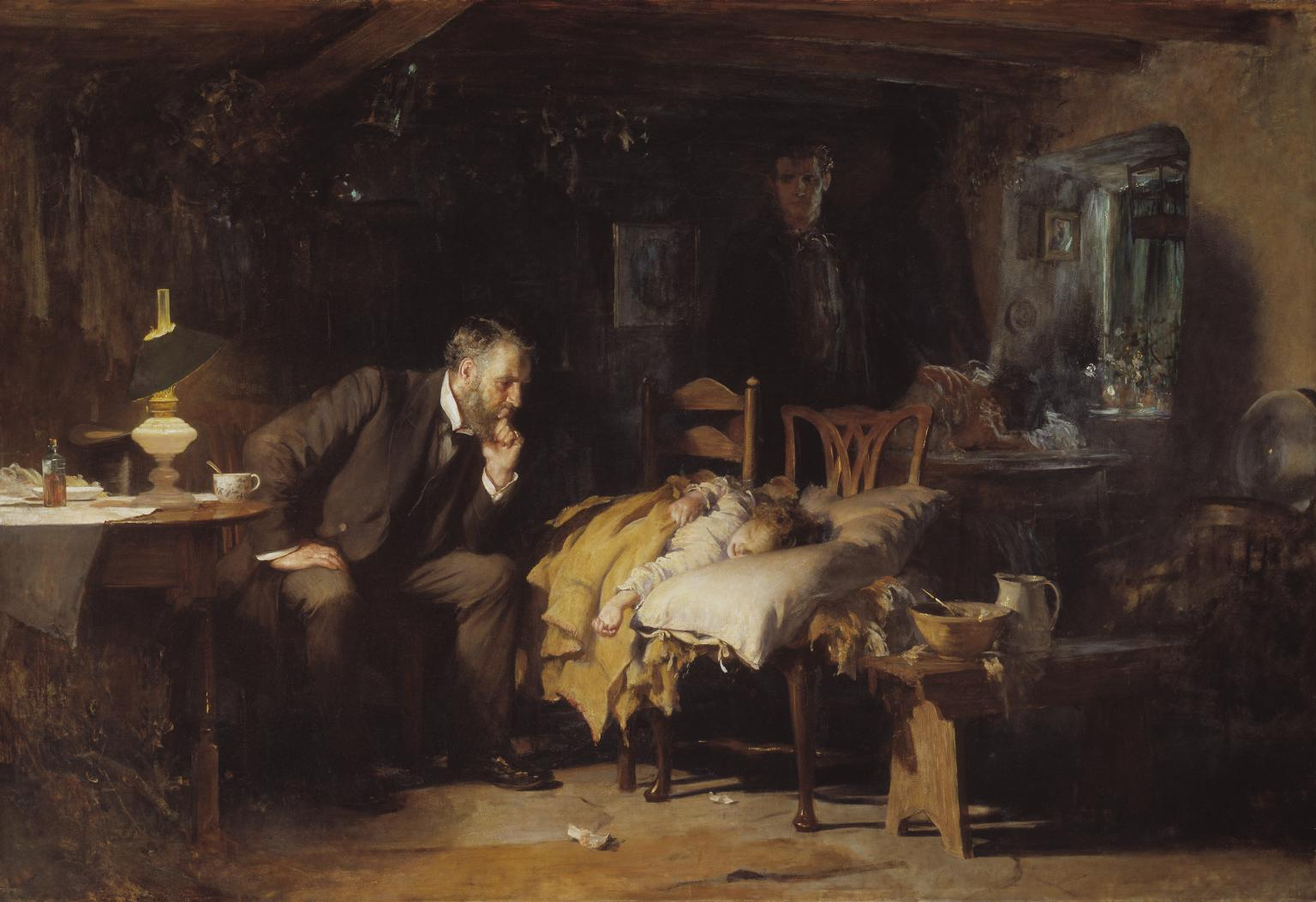
نقاشی پزشک از لوک فیلدز (۱۸۹۱)

از این منظر، تجربه‌گرایی پزشکانِ سدگان هجدهم و نوزدهم میلادی، یک نگاه بی‌غرض که بیماری را بی‌طرفانه در برابر دیدگان پزشک می‌نهد نبود. رابطهٔ پزشک و بیمار، رابطهٔ داننده و گوینده نیست چون پزشک و بیمار موجوداتی فاقد ذهن (mindless phenomenologies) نیستند که از پیش از تشکیلِ گفتگویشان (گفتمان درمان) وجود داشته باشند. پزشکی بالینی به عنوان شاخه‌ای از دانش در نتیجهٔ ساختاری فکری‌ای ایجاد شد که پزشکی را «[صاحبِ ؟] حوزهٔ تجربیِ خودش و ساختارِ عقلانیتِ خودش» معرفی می‌کرد.
این تغییر معرفتی به پزشکان امکان استفاده از مفاهیم جدید به جای مفاهیم قدیمی را داد.
یک پزشک سدهٔ هجدهمی نیز به نوبهٔ خود مانند یک پزشک سدهٔ نوزدهمی، بیمار و اندامِ درگیر را معاینه می‌کرد اما از آنجایی که آنان از دو شناختِ پزشکی متفاوت برخاسته بودند، تشخیص متفاوتی هم دربارهٔ علت و درمان بیماری می‌داشتند و تشخیص هر کدام هم طبق دانش زمانهٔ خودشان درست محسوب می‌شد.
پزشکی بالینی مدرن، نتیجهٔ تلاقی چندین شاخه مطالعاتی است: ۱- بیماری‌شناسی (Nosology)، شاخهٔ مرکزی است که به طبقه‌بندی بیماری‌ها می‌پردازد و ارتباطِ این شاخه با شاخه‌های دیگر و اینکه چه معیاری برای طبقه‌بندی بیماری‌ها استفاده شود، سامانِ مدرن پزشکی را تشکیل می‌دهد. ۲- نشانه‌شناسی است که به مطالعهٔ علائم (Symptoms) و نشانه‌ها (Signs) می‌پردازد. پزشکیِ پیشابالینی تنها به تحلیل و تفسیر علائم و نشانه‌ها محدود بود. ۳- علت‌شناسی (Etiology) که علل و زمینه‌های بیماری‌زا را بررسی می‌کند. و در نهایت، مهم‌ترین شاخه که نقطهٔ شروع برآمدن پزشکی بالینی-تشریحی است، ۴-آسیب‌شناسی (Pathology) که با علم تشریح و کالبدشکافی ممکن می‌شود و عبارت است از ارتباط‌دادنِ بیماری به یک آسیب بافتی در بدن. در پزشکی پیشابالینی-تشریحی، وقوع بیماری با تغییر در بدن مرتبط دانسته نمی‌شد. گویی فضای وقوع بیماری، منطبق بر حجم بدن نیست و بیماری بادی است که چند صباحی در بدن انسان حلول می‌کند. پزشکی مدرن، به جای اتکا به تحلیل و تفسیر و تأویلِ زبانیِ علائم و نشانه‌ها، بیشتر روی آسیب‌شناسی متکی است و اغلب از آسیب‌شناسی به عنوان معیاری برای بیماری‌شناسی استفاده می‌کند و به فیزیولوژی و بیوشیمی نیز اتکای بیشتری دارد.
پزشکی مبتنی بر رده‌بندی امراض شکلی از پزشکی است که بلافاصله پیش از پزشکی بالینی وجود داشته «و تاریخاً وجود آن را ممکن کرده است.» در این پزشکی بر اساس الگوی گیاه‌شناختی، امراض با نظمی بی‌نقص در چهارچوب نوع و جنس رده‌بندی می‌شوند و در فضای نمودارِ رده‌بندی، در جایی معین قرار می‌گیرند. بیماری سرشتی ثابت دارد که با جایگاه آن در بدن مرتبط نیست، ممکن است از عضوی به عضو دیگر رود اما سرشت آن ثابت می‌ماند. در واقع، بیماری و بدن فضای مشترکی ندارند. نموداری که پزشکان، امراض را در آن‌ها رده‌بندی می‌کردند فضایی بود صاف و تخت که پیکربندی بیماری‌ها را تجسم می‌بخشید. فضایی که از بدن انسان، که بیماری در عالم واقع در آن جا می‌گرفت، به کلی جدا و مستقل بود. در این پزشکی، بدن انسان صرفاً مکانی برای تجسم‌یافتن انواع ثابت و مطلق امراض بود. بیماری تنها بر مبنای نمودار رده‌بندی امراض و خصوصیاتی که این نمودار برای آن تعریف می‌کرد در برابر نگاه آشکار می‌شد و جسم بیمار به واسطه خصوصیات فردی خود عاملی بود که در برابر سرشت واقعی بیماری حجاب می‌افکند و آن را از نگاه پزشک پنهان می‌کرد. بنابر توضیحات جین استاروبینسکی (Jean Starobinski)، پزشکی رده‌بندی امراض مایل بود مانند مطالعهٔ گیاهان در گیاه‌شناسی، بیماری‌ها را طبقه‌بندی و در جداولی که روابط خانوادگیِ بین انواعِ بیماری را نشان می‌دهند قرارشان بدهد. وظیفهٔ پزشک، شناختِ نوعِ بیماری‌ای بود که بیمار تبدیل به «مَسکَن و نمایندهٔ» آن شده است. این پزشکی می‌خواست که بیماری در طبیعی‌ترین حالتِ خود خودش را بروز بدهد و همواره نگران عواملِ مُخِلِّ بیرونی بود.
فوکو از مؤلفهٔ «فضاسازی» برای بررسی تاریخ تحولات پزشکی استفاده می‌کند. او از سه فضایِ بیماری (فضای اول)، بیمار (فضای دوم) و بیمارستان (فضای سوم) سخن می‌گوید. فوکو می‌گوید در فضای بیمارستان - که یک فضای اجتماعی و برخواسته از جَوِّ سیاسیِ آن زمان بود - بود که در نهایت از رهگذر آسیب‌شناسیِ تشریحی، فضاهای اول و دوم برهم منطبق شدند و پزشکی بالینی-تشریحی متولد شد. استاروبینسکی می‌گوید که فوکو مفهومِ «فضای بیماری» را از نگرانیِ پزشکان رده‌بندی امراض از عوامل مخل خارجی و تفکیکِ ایشان از بیماری و این حوزه، بَر کشیده است؛ فضایی که بیماری در آن واقع شده و پزشکی بر آن سلطه دارد.
«فضای اولیه»، پیکربندیِ خود بیماری است. پزشکی رده‌بندی امراض، بیماری را ابتدئاً در سامانی مبتنی بر سلسله‌مراتبِ خانواده‌ها، جنس‌ها و انواع جای می‌داد. این رده‌بندی ظاهراً فقط «نمودار»ی بود که امکان می‌داد قلمروِ در حال گسترش بیماری‌ها برای قوه‌ی یادگیری و حافظه، محسوس و ادراک‌پذیر گردد. این نمودار متضمن صورت ظاهری بیماری‌ها بود، نه سِیرِ زمانی رخدادها و نه مسیر رؤیت‌پذیر بیماری در بدن انسان. پزشکی رده‌بندی امراض، جایگاه و موضع بیماری در بدن را مسئله‌ای مهم و درجه‌اول نمی‌شمرد. در نظم بنیادینی که برای مناسبات میان بیماری‌ها تعریف می‌کردند، «شباهت‌ها»، «مرزبندی‌ها»، «شمول‌ها» و «تبعیت‌ها» مطرح بود. این فضای اولیه‌ی نموداری، شامل یک بخش عمودی است که نمایانگرِ انشعابات متعدد پیامدهای امراض است و یک بخش افقی که در آن شاهد شباهت‌های بخش‌های مختلف آن انشعابات هستیم. مبانی این پیکربندی عبارت اند از:
1. تاریخچه بیماری مهم است؛ اما نه به معنای توجه به زمان به عنوان یک مؤلفه‌ی متغیر و پیش‌بینی‌ناپذیر، بلکه به عنوان مؤلفه‌ای ثابت و کاملا پیش‌بینی‌پذیر طبقِ ذاتِ بیماری. چنین پیکربندی‌ای در صدد تعریفِ پهنه‌ای بنیادین است که در آن چشم‌اندازها هم‌سطح می‌شوند. علت و معلولش، امر متقدم و تالی‌اَش با هم مطابق اند و جایگاه یکسانی دارند. بیماری درکنارِ هم چیده‌شدگیِ این پدیده‌های «تاریخچه‌ای» است بدونِ توجه به روابط علت‌معلولی، فواصل، گسست‌ها و زنجیره‌ها. فضای بیماری، تصویری است که عُمق و زمان ندارد. تنها یک صحنه و یک لحظه وجود دارد. فوکو این نگاه را به نگاه به پرتره تشبیه می‌کند.
2. شباهت، معرف ذات و جوهر بیماری است. فاصله انواع بیماری‌ها با درجه شباهتشان سنجیده می‌شود، بدون توجه به فاصله‌ی منطقی-زمانی تبارشناختی‌شان. این شباهت‌ها کمی و قابل اندازه‌گیری نیستند، بلکه صوری و کیفی هستند. فضایی صاف، یکدست و بی‌فاصله‌ی قابل اندازه‌گیری که هر جا شباهت‌ها در آن فراوان باشند، بیماری‌ای با ذات و جوهری خاص قرار دارد.
3. توجه به شباهات، نظمِ کلی جهان بیماری‌ها را نیز آشکار می‌کند. در پزشکی رده‌بندی امراض، بیماری نیز نظمِ طبیعی‌ای است که از منطق حیات پیروی می‌کند. بر حیات و بیماری، انتظام یگانه‌ای حاکم است. بازشناسیِ قانون حیات، مبنای شناخت بیماری نیز هست. بنابراین اصل شباهت صورت‌ها به قانون تولید ذوات تبدیل شد.
4. انواع بیماری‌ها هم طبیعی اند، هم مثالین. طبیعی چون بدیهی است که بیماری در قالب آن‌ها بروز می‌یابد و مثالین چون هیچگاه به شکلی که روی کاغذ ثبت شده بروز نمی‌یابند و گاهی تفاوت‌هایی در جزئیاتشان دیده می‌شود. سن بیمار، استعدادِ ابتلایِ بیمار، شیوه‌ی زندگی بیمار و مجموعه‌ای از رخدادهای دیگر، ذات ناب بیماری را دچار تغییر می‌کنند. بنابراین در مسیر شناخت بیماری، باید هر چیزی به جز بیماری مانندِ حتی خودِ بیمار را نادیده گرفت و مطمئن شد که چیزی در سِیرِ طبیعی بیماری و فرایند تشخیصِ اصالت بیماری توسط پزشک اختلال ایجاد نمی‌کند. نگاه پزشک، نگاهی مداخله‌گرانه نیست و باید فاصله‌ی خود با بیمار را حفظ کند چراکه مداخلات اضافی، ذات بیماری را دگرگون کرده و مانعِ درمان می‌شوند. در مرحله حمله‌ی بیماری، پزشک نباید کاری بکند تا علائم بیماری کثرت و شدت یابند و ذاتش کشف شود، سپس باید «طبق مسیری که طبیعت حکم می‌کند پیش رفت»، یعنی اگر علامتی از ذات بیماری خفیف بود شدیدش کرد (تا ذات حقیقی بیماری عیان شود) و از شدتِ آلام و علائمی که شدتشان «همه چیز را ویران می‌کند» کاست.

اصول پیکربندی فضای اولیه، به ویژه اصل چهارم، توجه پزشکی رده‌بندی امراض به خود بیمار و بدن بیمار را افزایش دادند. بدن بیمار را باید برای جلوگیری از دخالت‌هایش در فرایند طبیعی بیماری شناخت. همچنین پزشکی رده‌بندی امراض باید توضیح می‌داد که بیماری چگونه در نظام جغرافیایی بدن و تابعِ نظام احجام و توده‌ها و جامدات و مایعاتِ بدن، آشکار و نمایان می‌گردد. فوکو، حَلّ و فَصْلِ این موضوع را «فضای ثانویه» می‌نامد. در پزشکی رده‌بندی امراض، فضای ثانویه بر فضای اولیه منطبق نبود. ابتلای یک عضو برای تعریف بیماری به هیچ عنوان اهمیت نداشت. بیماری می‌توانست آزادانه در بدن منتقل شود و تحرک داشته باشد و از جایی به جای دیگر رود. اندام‌های بدن، محمل جامد بیماری محسوب می‌شدند و نه شرط لازم و ضروری آن‌. پزشکان رده‌بندی امراض از مفهوم «همدردی» برای توضیح حرکت بیماری در بدن استفاده می‌کردند. طبق این مفهوم، بیماری گاهی توسط یک عضو واسطه، گاهی توسط یک دستگاه، گاهی به خاطر حساسیت یک بخش به بخش دیگر و گاهی صرفا به خاطر ارتباط عملکردی، در بدن پخش می‌شود و در عین حال، ذاتش هیچ تغییری نمی‌کند. به جز این‌ها، پزشکان رده‌بندی امراض ابراز می‌داشتند که بیماری، بنابر قابلیت‌های ذاتی‌اش، گاهی می‌تواند اَشکال و علائمی پدید آورد که در نمودار رده‌بندی، خیلی دور از ذاتش اند. آنان برای توجیه این پدیده، ناچاراً به «علیت» دست می‌یازیدند. پزشکان رده‌بندی امراض در پیکربندی ثانویه، توجهشان بیش از پیش به بدنِ بیمار جلب شد. ایشان کوشیدند به ویژگی‌های منحصربه‌فردِ هر بیمار در دوران بیماری توجه کنند؛ البته نه با آن دید و هدفِ بالینی و مدرن که هر بیمار و بیماری‌اش را یک «مورد» (کِیس) می‌بیند، بلکه برای پزشکان رده‌بندی امراض، مهمْ تنها این بود که کثرت و گونه‌گونیِ علائمِ یک بیماری را برای ثبتِ آنان به عنوان ذوات ثابت، در بیماران گوناگون مشاهده کنند.
پزشکی انواع (رده‌بندی امراض) در فضابخشی نخستین بیماری را در پهنه همتایی‌ها قرار می‌داد که در آن فرد، جایگاه مثبتی نداشت. اما این پزشکی در فضابخشی دوم، طالب ادراک دقیق امور خاص است که از ساختارهای جمعی پزشکی آزاد و از هر نگاه گروهی و نیز از نفس تجربی بیمارستانی رها شده باشد. پزشک و بیمار در ارتباطی هر دم نزدیک‌تر قرار می‌گیرند و با یکدیگر پیوند می‌یابند. پیوند پزشک با بیمار از طریق نگاهی صورت می‌گیرد که در کمین است، همواره دقیق‌تر و پیگیرتر می‌شود و به عمق رخنه می‌کند. پیوند بیمار با پزشک از طریق مجموعه‌کیفیت جایگزین‌ناپذیر و بی‌صدایی محقق می‌شود که، در وجود او، به صورت‌های بی‌نقص و منتظم بیماری خیانت می‌کنند یعنی همان‌ها را فاش و آشکار می‌کنند و هم تغییر شکلشان می‌دهند. میان خصلت‌هایی که در نمودار رده‌بندی بیماری مشاهده می‌کنیم و مشخصات نهایی که در چهره بیمار می‌بینیم، تفاوت‌هایی وجود دارد؛ زیرا کیفیات، در فاصله میان نمودار تا چهره بیمار، آزادانه بدن را درنوردیده‌اند. نگاه علم پزشکی دلیلی نمی‌بیند بر این بدن دست کم بر لایه‌های درونی و بر نحوه کارکرد آن درنگ کند.
فوکو، فضای سوم را «مجموعه حرکت‌ها و اقداماتی که به واسطه آنها در یک جامعه، بیماری محاط شده، در محاصره علم پزشکی قرار گرفته، از جامعه مجزا و در مناطق انحصاری و بسته جای گرفته یا در محیط‌های درمانی‌ای پخش شده که به شیوه‌ای نظم و ترتیب یافته‌اند تا برای درمان بیماری مساعد گردند» تعریف می‌کند و ادامه می‌دهد:
این فضابخشی مستلزم انتخاب‌های نظام‌مند است که نشان می‌دهد یک گروه برای حفظ و در امان نگه داشتن خود به چه شیوه دست به طرد می‌زند، صورت‌های مختلف امداد برقرار می‌کند، در برابر ترس از مرگ واکنش نشان می‌دهد، هلاکت را پس می‌زند یا تسکین می‌دهد، برای درمان بیماری آستین بالا می‌زند یا آن را رها می‌کند تا جریان طبیعی خود را طی کند.
بر اساس پزشکی رده‌بندی امراض، بیماری فطرتاً صور و فصولی مستقل از جوامع دارد. هرچه فضای اجتماعی‌ای که بیماری در آن قرار دارد پیچیده‌تر باشد، بیماری بیشتر از سرشت خود دور می‌شود. پزشکی رده‌بندی امراضْ، محیط بیمارستان - که در آن بیشتر به «سَرای بیچارگان» می‌مانست تا محل درمان - را مکانی مصنوعی و پیچیده و مُخِلِّ سیر طبیعی بیماری می‌دانست. پزشکان رده‌بندی امراض باور داشتند که در بیمارستان، ذات بیماری مغشوش می‌شود، سویه‌های خطرناکی پیدا می‌کند و علنا درمان نمی‌شود. به زعمِ آنان، محل درمان بیمار، محیط خانه و خانواده بود. محیط طبیعی بیماری، همان محیط طبیعی حیات بود. (بنگرید به اصلِ سومِ پیکربندی اولیه) محیطی که دارای ملایمت مراقبات خودانگیخته، رفتار حاکی از علاقه و میل مشترک به بهبود است و با طبیعت بیماری‌ها نیز هم‌خوانی بیشتری دارد. بیماری باید همان‌جایی درمان می‌شد که نخستین بار بدن را مبتلا کرده است. متخصصان نمودار رده‌بندی امراض، در دوگانه‌ی مورد بحث کهنِ «پزشکِ فعال» و «پزشکِ منتظر»، طرفدار دومی بودند.
[به نظر پزشکان و اقتصاددان آن زمان،] در محیط خانواده، هزینه‌ی بیماری برای ملت، به کم‌ترین میزان ممکن می‌رسد. نیز خطر پیچیده‌شدن و بروز عوارض جدید در بیماری به واسطه‌ی قرارگرفتن در محیط تصنعی، تکثیرشدن خودبه‌خودی و تبدیل‌شدن آن به شکلی عجیب‌وغریب، یعنی به بیماری حاصل از بیماری (که معمولا در بیمارستان رخ می‌دهد)، از میان خواهد رفت. در خانواده، بیماری در حالت «طبیعی» است، یعنی منطبق بر طبیعت خود، آزادانه در معرض نیروهای زندگی‌بخشِ طبیعت قرار دارد. نگاه نزدیکان به بیمار، سرشار از نیروی سرزنده‌ی خیرخواهی و امید و آرزوی صبورانه است.
فوکو می‌گوید فضای سوم، فضایی شدیداً متأثر از اجتماعی‌ترین چیزها مانند سیاست، اقتصاد، آرمان‌ها، مطالبات و رویارویی‌های اجتماعی است. بنابراین این نگاه پزشکانِ وقت در این فضا، همسو با آراءِ سیاسی و اقتصادیِ صاحب‌نظرانِ آن زمان بود. اقتصاددانانِ وقت، گرداندن بیمارستان‌ها با ثروت مولد (سرمایه) یا ثروت تولیدشده (بازده، که همواره تبدیل‌پذیر به سرمایه است) را عامل افزایش فقر و رکود اقتصادی می‌دانستند؛ مگر آنکه بیمارستان بر پایه‌ی کار که همانا اصلِ مولد ثروت است بنا کنیم.
اما این تصورات با رسیدن به شکل نهایی و کامل خود، به عکس خود بدل شدند. فوکو می‌گوید فضای سیاسیِ حاکم بر فرانسه‌ی در شُرُفِ انقلاب، ابتدا فضای سوم را دگرگون و متعاقباً پزشکی رده‌بندی امراض را نابود کرد. سیاسیونِ آن زمان از دیرباز دو آرزوی «مِلّی‌کردن (دولتی‌کردنِ) علمِ پزشکی» و «ساختن جامعه‌ای بی‌بیماری» را داشتند. آنان معتقد بودند هدف پزشکی مانند دین، تخفیفِ آلام و رنج‌های بشری است اما حال که دین از این هدف منحرف شده است، باید منابع و امکانات آن را در اختیار پزشکی گذاشت تا جایگزینِ روحانیان در فراهم‌آوردنِ یک زندگی سعادت‌مندانه برای مردم باشند. سَرسلسله‌ی این تحولات در فضای سوم و در پارادایم پزشکی، نگاه ویژه‌ی پزشکی رده‌بندی امراض به مسئله‌ی «بیماری‌های همه‌گیر» بود که فرانسه با آن درگیر شده بود. پزشکان رده‌بندی امراض، بیماری‌های همه‌گیر را نوع دیگری از بیماری در نظر می‌گرفتند. هنوز بحث‌هایی بر سر اینکه آیا آنان متوجه مسری‌بودن این بیماری‌ها شده بودند؟ یا نگاهشان به عوامل بیماری‌زایشان معطوف شده بود؟ در جریان است اما می‌توان گفت حداقل مسری‌بودنِ بیماری‌های همه‌گیرِ بدخیم مانند سرطان و طاعون را می‌پذیرفتند اما همه‌گیری بیماری‌های عادی مانند سیاه‌سرفه، سرخک، تب ادواری و اسهال صفراوی برایشان از «ذاتِ» دیگری محسوب می‌شد. بیماری همه‌گیر از نظر آنان نه فقط یک بیماری، بلکه «یک شرایط» است که وضع آب‌وهوا، کیفیت خاک، تغذیه، فصلِ سال، بارش‌ها، خشکسالی و قحطی، سن و جنس و مزاج بیمار و... نیز در تعریف آن نقش دارند. بنابراین از نظر آنان، برای شناخت بیماری همه‌گیر، جزئیاتِ شرایط محیطی و علائمِ تک‌تک بیماران باید ثبت و ضبط می‌شدند. در نتیجه، این نوع نگاهِ «پزشکی بیماری‌های همه‌گیر»، اختلافاتی با «پزشکی رده‌بندی امراض» یافت؛ نگاهی که بیش از پزشکی رده‌بندی امراض به زمان و علیت هم معطوف بود:
[پزشکی بیماری‌های همه‌گیری در برابر پزشکی رده‌بندی امراض، می‌مانست به] تحلیل یک مجموعه در برابر تشخیص یک نوع، توجه به زمان در برابر تعیین جایگاه ک نوع در سلسله‌مراتب بیماری‌ها، تعیین علت بیماری در برابر جستجوی انسجام ذاتی، ادراک ظریف و دقیق یک فضای تاریخی و جغرافیایی پیچیده در برابر تعریف سطح یکدستی که در آن همانندی‌ها قابل تشخیص و دریافت است.
در فرانسه‌ی آن زمان به منظور این هدف، ستادها و انجمن‌های طبی متشکل از پزشکان از جانب حاکمان مسئول می‌شدند تا در سرتاسر کشور به جمع‌آوری آمار مبتلایان تازه، بررسی و تجویز روش‌های درمانی امتحان‌شده و جدید، و نظارت بر این فرایند بپردازند. اختیارات و حوزه‌ی اعمال این انجمن‌ها بیشتر و بیشتر می‌شد به حدی که در حوزه‌های استحفاظی خود درباره‌ی کیفیت غذا و سلامتِ دام‌ها و محل دفن اجساد نیز نظر می‌دادند، برای مردم از اصول بهداشتی می‌گفتند و بروشورهایی با این مضامین برای «آگاهی‌بخش» تدارک می‌دیدند. همه‌ی این‌ها علم پزشکی را ملی و سیاسی کردند و به فضای سوم پزشکی این امکان را دادند تا بر فضای اجتماعی منطبق شده و به‌همه‌ی لایه‌های اجتماعی نفوذ کند. همچنین علم پزشکی، برعکسِ قبل، تبدیل شد به علمی با جریانی از اطلاعاتِ متغیر و همواره در حالِ جمع‌آوری تبدیل شود که این عملاً سرآغازِ «پزشکی بالینی» بود:
پیش از آن (در پزشکی رده‌بندی امراض)، نگاه علم پزشکی، درون دایره بسته دانش وحدت می‌یافت و به شکل نهایی و قطعی خود می‌رسید. اما از آن پس، این وحدت، حاصل گردآوری باز، بی‌پایان و در حرکتِ اطلاعات بود که بی‌وقفه جابه‌جا می‌شد و گذشت زمان بر غنای آن می‌افزود. علمی که نگاه علم پزشکی آغازگر آن بود بی‌آنکه پایانی بر آن متذکر باشد؛ این دیگر شکلی از ثبت بالینی سلسله بی‌پایان و متغیر رخدادها بود.
ولی البته همچنان:
محمل این نگاه، ادراکِ فردیتِ بیمار نبود. آگاهی جمعی از همه‌ی اطلاعاتی بود که با هم تلاقی می‌کنند، شاخ و برگی پیچیده و هَر دَم پُرتَر به بار می‌دهند و به ابعاد یک تاریخ، یک جغرافیا و یک کشور گسترش می‌یابند.
در نتیجه، تقابل «نگاهِ سنتیِ پزشکی رده‌بندی امراض» و «نگاه پزشکی همه‌گیری»، به رغم تقابلشان، پیامد مشترکی را حاصل شدند: کنارنهادنِ همه‌ی نهادهای پزشکی‌ای که در برابر توقعات جدیدِ نگاه، حجاب می‌افکندند. به تعبیر فوکو، لازم شده بود که در تجربه‌ی پزشکی، میدانی کاملا آزاد شکل گیرد تا ضرورت طبیعی انواع در آن تمام و کمال و واضح و روشن و آشکار گردد و همچنان لازم بود که این میدان، (به شکلی کنترل شود و صلاحیتش ارزیابی شود تا) شناختی امین، جامع و دائمی از وضعیت سلامتی یک ملت به دست دهد. این میدان از نظر آنان، در «بیمارستان‌ها» فراهم می‌آمد. بیمارستان‌ها باید بر اساس دو اصل «تشکل»، اختصاص هر بیمارستان به دسته‌ی معینی از بیماری‌ها، و «توزیع»، تعیین نظم و ترتیبِ جای‌گیریِ انواع بیماران یک بیمارستان، ساخته می‌شدند:
بدین ترتیب، خانواده که مکان طبیعی بیماری است، با فضای دیگری همراه می‌شود که باید همچون جهانی صغیر، پیکربندی خاص عالَم اَمراض را تجسم بخشد. در بیمارستان، زیر نگاه پزشک، بیماری‌ها بر اساس رده، جنس و نوع خود، در قلمروی عقلانی که توزیع و چینش اصیل ذوات بیماری‌ها را باز می‌نمایاند، دسته‌بندی می‌شوند. بیمارستانی که به این شکل طراحی می‌شود امکان می‌دهد بیماران به ترتیبی رده‌بندی شوند که هر یک آنچه را مناسب حال اوست در اختیار داشته باشد، بی‌آنکه مجاورت او، بیماری دیگران را تشدید کند؛ و نه در بیمارستان، نه در بیرون آن، سبب سرایت بیماری خود نشود. بیماری در آنجا به مکان اعلای خود می‌رسد. به اقامتگاه تحمیلی حقیقت و ذات خود.
از طرفی دیگر، متأثر از شرایط سیاست و سلامتِ وقت، در آراء اقتصاددانان نیز تغییراتی ایجاد شده بود. مسئله‌ی «اِمداد» برای آنان مطرح شده بود. آنان همچنان معتقد بودند که بهترین محیط درمان، محیط خانه و خانواده است اما پذیرفته بودند که برخی از شهروندان به دلیل فقر یا بی‌کَسی، نمی‌توانند از این محیط بهره‌مند شوند. بنابراین به نظر آنان، دولت باید برای آنان محیطی که همچین کاربردی داشته باشد را ایجاد کند. اگر خانواده به واسطه‌ی وظیفه‌ی طبیعی همدردی با «بیمار» پیوند داشت، ملت از سر وظیفه‌ی اجتماعی و جمعی، یعنی امداد، با «بیماران» همچین پیوندی داشت. این سیاست دولتی به زعمِ آنان، همانا «بیمارستان» بود. اقتصاددانان در راستای به‌کارگیری بیمارستان‌ها، دست به یکسری اصلاحات در قوانینِ کشور زدند تا مسیر این کار هموار شود و هزینه‌های اداره‌ی بیمارستان‌ها به شکلی فراهم شود تا باعث «خسارت اقتصادی و فقیرکردنِ اقتصاد کشور» نشود.
بنابراین میان خواسته‌های ایدئولوژی سیاسی-اقتصادی و نیازهای تکنولوژیکِ پزشکی، هم‌سویی به وجود آمده بود. پزشکان و دولتمردان در حرکتی واحد با واژگانی گاه یکسان اما با دلایلی که ریشه‌های متفاوت داشتند، خواهان حذف هر آن چیزی شدند که ممکن بود مانع از شکل‌گیری این فضای جدید، یعنی بیمارستان‌ها شود. فضایی که به زعم ایشان قرار بود در آن، همه‌ی سدهای مانع در مسیرِ نیروی سرزنده‌ی حقیقت نابود شوند. فضایی که در آن، نگاه، تنها تابعِ قانونِ حقیقت است. نگاهی که مسلط است و بر حاکمان خود نیز حاکم می‌شود. «آزادی حاکمانه‌ی حقیقت»، آن درون‌مایه‌ی ایدئولوژیکی‌ای بود که اصلاحات پزشکیِ وقت را منجر شد.
اینگونه بود که از نهاد بیمارستان استقبال به عمل آمد، نهاد بیمارستان مستقر شد، فضاسازی سومِ بیماری متحول گشت و «پزشکی رده‌بندی امراض» جایش را «پزشکی بالینی» داد.
میشل فوکو در این خلال اشاره می‌کند که تبدیل‌شدنِ این ستادها و انجمن‌های طبی فرانسه به یک بوروکراسی برای ثبت و تحلیل و تبادلِ اطلاعات، نگاهِ پزشکی را دوپاره کرد. نگاهِ دوم، نگاهِ ناظر بر فعالیت‌های پزشکی (نگاه اول) بود که مقدمه‌ای شُد برای وَضعِ یک زبان و برنامه‌ی آموزشیِ معیار برای دانش و تعیینِ صلاحیت پزشکی.
تأثیراتِ تقابلِ «نگاه پزشکی رده‌بندی امراض» و «نگاه پزشکی بیماری‌های همه‌گیر»، در ورطه‌ی آموزش هم دیده می‌شد. در بحبوحه‌ای که بحثِ «اصلاحات و تغییراتی که در عینِ بخشیدنِ آزادی به میدان پزشکی، صلاحیتِ آن و مُشتَغِلانش را ارزیابی کندْ» داغ بود، پزشکی رده‌بندی امراض در عمل، آموزشِ مبانی بسته‌ی خود در محیط دانشگاه‌های دولتی بود و پزشکی بیماری‌های همه‌گیر که اِمدادمحور بوده و «سودمندی عملی و فایده‌ی جمعی» برایش مهم بود، معتقد به جریانِ آزادِ حقیقت، ترجیح می‌داد پزشکانی را با هزینه‌ی بخش خصوصی، ضمن یک آموزش نظری، به شهرها و روستاها بفرستد تا با «شرایط» جغرافیایی مناطق گوناگون آشنا شوند و افزون‌بر درمان بیماران، بر عِلمشان افزوده شود. این اتفاق، افتراق و تباینی را میان دو حوزه‌ی نظری و عملی ایجاد کرده بود. چهارچوب منسجی نبود که میان داده‌های عملی و دانشِ دانشگاه‌ها ارتباط برقرار کند: آنچه (در کار عملی) «دیدنی» بود، (در محیط آکادمیک،) «گفتنی» و «آموختنی» نبود؛ نمی‌شد نتایجِ دیدن را به کلام درآورد. شیوه‌ی نگاه‌کردن و شیوه‌ی آموزش‌دادنِ پزشکی، هم‌سو نبودند. این، در مسئله‌ی تفاهم‌دادنِ نهاد بیمارستان با این چهارگانه‌ی حاصل از تقابل نگاه‌های پزشکی رده‌بندی امراض و پزشکی بیماری‌های همه‌گیر (یک دوگانه‌ی عَمَلِشان در درمان و یک دوگانه‌ی عَمَلِشان در آموزش) مشهود بود:
میدان عمل پزشکی دوپاره شد: ۱- قلمرو آزاد و بی‌حدومرز، یعنی درمان در منزل، [(ناشی از سنت پزشکی رده‌بندی امراض)] وَ ۲- مکانی بسته [(بیمارستان)] که بستر بروزِ حقیقت و ذاتِ انواع بود و جز آن‌ها به هیچ چیز دیگر ره نمی‌برد. [(ناشی از آراء پزشکی بیماری‌های همه‌گیر)] میدان آموزش پزشکی هم دوپاره شد: ۱- قلمرو بسته دانشی که از جمعی به جمع دیگر انتقال می‌یافت [(آموزش سنت پزشکی رده‌بندی امراض در دانشگاه‌ها)]، وَ ۲- قلمرو آزادی [(بیمارستان)] که در آن، حقیقت، خود زبان می‌گشود. [(ناشی از آراءِ پزشکی بیماری‌های همه‌گیر)]
نهاد بیمارستان، درگیر یک نایکپارچگی بود، که وحدت عملی و نظری را برای «پزشکی بالینی» دشوار می‌کرد:
پس بیمارستان به طور متناوب، دو نقش متفاوت ایفا می‌کرد: برای نگاه پزشک جایگاه حقایق نظام یافته بود، وَ برای دانشی که استاد بیان می‌کرد بستر تجربه‌ی آزاد.
این مسائل به مرور زمان، با انحلالِ دانشگاه‌ها، وابسته‌کردنِ آموزش به نهاد بیمارستان و حضور بر «بالینِ» بیمار (به شکلی که پزشکان در بیمارستان، هم به درمان می‌پرداختند و هم به سرپرستیِ مُرَبّیان، تحصیل می‌کردند) و متمرکزکردنِ آزمون‌ها و فرایند نظارت بر محتوای درسی پزشکان، پاسخ داده شدند.
در دوران انقلاب فرانسه، پزشکی زبان دیگری برگزید، سوژه‌های مطالعاتی تازه‌ای برای خود تعریف کرد، خودش را بر نهادی (institution) تازه استوار کرد، مفاهیمی نو براساس تجارب جدید صورت‌بندی کرد، به بازسازی بیمارستان‌ها پرداخت و نحوهٔ کار عملی آن متحول شد. انقلاب فرانسه سلسله‌مراتب تازه‌ای در پزشکی آفرید، پزشکی را به سیاست کلان دولتی تبدیل و درمان و آموزشِ آن را متمرکز کرد. و همهٔ این تحولات ناشی از نظرات حاکم در سپهر سیاسی زمانه و مشکلاتِ وقت بودند. در این دوره بود که پزشکی بالینی به وجود آمد.
فوکو متذکر می‌شود که آنچه «پزشکی بالینی» می‌نامد، در بازه‌ی زمانی مربوط به خودش، همواره یک چیز ثابت نبوده است و همیشه در حال تغییر و تحول در موردِ نگاه، تفسیر، سوژه، اُبژه و رابطه‌ی این دو مورد اخیر بوده است. «پزشکی بالینی ابتدایی» یا «پزشکی بالینی سده‌ی هجدهم» که پزشکیِ بالینی دهه‌های اولیه‌ی و وُسطای سده‌ی هجدهم بود، افزون بر پزشکی قبل از خودش، با پزشکیِ بالینیِ بعد از خودش هم تفاوت داشت و ویژگی‌های منحصربه‌فردش عبارت بودند از:
1. پزشکی بالینی در ابتدا، بررسی متوالی و جمعی موردها نبود. بلکه جمع‌آوریِ «بهترین نمونه‌های بیماری‌ها» طبق نمودار رده‌بندی امراض، آن هم «برای آموزش» بود. پزشکی بالینی در ابتدا صرفا موظف بود همان نمودارِ رده‌بندی امراض را ملموس‌تر سازد. نه مانند پزشکی سده‌ی نوزدهم تخصصی بود و نه دربش به روی هر که از راه می‌رسید گشوده بود. این پزشکی بالینی صرفا رده‌شناسی امراض را در بیمارستان، تجسم می‌بخشید. نهاد بالینی به شکلی که وضع یا طراحی شد، هنوز به شدت از صورت‌های موجودِ دانش مایه می‌گرفت به حدی که فاقد پویایی از آن خود بود تا به تنهایی و با نیروی خود تحولی کلی در شناخت پزشکی به بار آورد. به تنهایی نمی‌توانست ابژه‌های جدید کشف کند، مفاهیم جدید به وجود آورد یا نگاه پزشک را به شکلی دیگر سامان دهد. این نهاد، شکلی از گفتار پزشکی را تداوم می‌داد و سامان می‌بخشید اما مجموعه‌ای جدید از گفتارها و اعمال ابداع نمی‌کرد.[۵۶]
2. بخش بالینی بیمارستان‌ها، یک بخش فرعی در کنارِ بخش اصلی بیماران بستری محسوب می‌شد که همانطور که گفته شد، برخی از بیماران را از بخش داخلی برای بخش بالینی گزینش می‌کردند. به همین، دلیل بخش بالینی، بازتابِ وارونه‌ی بیمارستان بود. در بیمارستان، سروکارِ ما با «افرادی» بود که به این یا آن بیماری مبتلا شده‌اند اما در بخش بالینی با «بیماری‌ها»ـیی سروکار داشتیم که فلانی یا بهمانی بهشان مبتلا بودند. بیمار در بیمارستان، سوژه‌ی بیماری‌اش بود اما در بخش بالینی، صرفا یک مثال بود. بدن بیمار، از آنِ خودش نبود، بلکه از آنِ بیماری‌ای بود که حقیقت و جوهر هر فرد بیمار محسوب می‌شد. بیمار پدیده‌ای بود که «متن بیماری» را می‌شد در ورای آن، با پیچیدگی خواند.
3. بخش بالینی، ابتدائاً برخلاف ادعاها، محل کشف حقیقت ناشناخته نبود، بلکه محل عَرضه‌ی عیان و نظم‌وترتیب‌دادن به حقیقتی از‌پیش‌معلوم و شناخته‌شده بود. به دانشجویان گفته می‌شد که شرایط محل زندگی، عملکردِ بدن، وَ سوابق بیماری و داروییِ بیماران را بررسی کنند اما همه‌ی این‌ها هیچ ارتباطی با اختلالات و نارسایی‌های مشهود در بدن بیمار نداشتند به جز اینکه «نامِ» بیماری‌ای که شاهدش هستیم را به دستشان می‌داد و حقیقتِ نهانِ بیماری وَ تفسیر و تحلیلِ بیماری و ارائه‌ی درمان برای آن، تازه از اینجا آغاز می‌شد. این روش پزشکی بالینی که از درون بدن بیمار، چیزی جز «نام» به دست نمی‌داد، بیشتر از اینکه شبیه به «بررسی» باشد، شبیه به «رمزگشایی» بود.
4. پزشکی بالینی، در ابتدا تنها روشی برای آموزش بود و کسی گمان نمی‌کرد که با این روش بتوان حقیقتی را از درون درد و بیماریِ فرد متوجه شد. پزشکی بالینی در ابتدا، بیشتر صرفا حفظ‌کردنِ دانشِ گذشتگان را برای دانشجویان تسهیل می‌کرد. چیزی را کَشف نمی‌کرد، صرفا هنرِ اثبات‌کردن را با «نشان‌دادن»، دوچندان می‌کرد.
5. اما با وجودِ همه‌ی این حالات مذکور، این روش باعث شد پزشکی، خود را در ورطه‌ی سنجش و قضاوت و ارزیابی قرار دهد. این روش، اشکالات و اشتباهات پزشکی مرسوم را در برابر دیدگان مربی و دانشجویان آشکار می‌کرد. معاصران، این پدیده را اینگونه توجیه می‌کردند که وقتی درسِ استاد اشتباه است، طبیعت که زبانِ خاموشی‌ناپذیری دارد به سرعت خطای استاد را آشکار می‌سازد و حقیقت خود را آشکار می‌کند: زبانِ داناییِ ازپیش‌موجود خاموش می‌شود و نگاه غالب می شود.[۵۷]

فوکو همچنین اشاره می‌کند که مورخان و پزشکانِ این عصر تمایل داشتند که برای «پزشکی بالینی»، تاریخی برشمارند. آنان می‌گفتند که اصیل‌ترین شکل پزشکی، حضور بر بالینِ بیمار است و روایت تاریخی آنان این بود که پزشکی در ابتدا در یونان باستان هم حولِ بالین بیمار شکل گرفت و تجربی‌ترین شکلِ پزشکی (کَشفِ مُسَکِّنینِ آلام) بود که هر فرد می‌توانست آن را بفهمد، اما رفته‌رفته در یک زبانِ پیچیده‌ی همه‌فهم‌ناپذیر به انحصارِ اَقشارِ ممتازی در آمد و اینک، آن حقیقت و روش اصلی پزشکی، بازیابی شده است. ولی فوکو مخالف است و می‌گوید که توجه به «مورد» (کِیس) و «بالین»، پیش از این‌ها از زمان رنسانس وجود داشت اما در حاشیه بود. چیزی هم که آن را از حاشیه به مرکزیت آورد، نه بازیابی و پیشرفتِ فکری و حُکمِ عَقلِ سَلیم، که اِجبارِ و اِلتزامِ تغییراتِ نهادی پزشکی (فضای سومِ پزشکی) بود.
فوکو توضیح می‌دهد پس از کودتای ترمیدُر، آموزش بالینی برای مدت کوتاهی به تعلیق درآمد اما مشکلاتی مانند جنگ و فقر، اهمیت پزشکی و بهداشت را برای مردم و روشنفکران افزایش داده بودند. همچنین در این دوره امکان سازمان‌یابی تشکلات خودمختار، نیمه‌خودمختار و حتی مخفیانه‌ی طبی‌ای برای کمک به مردم مهیا شده بود. در نتیجه‌ی حساسیت‌های جامعه در رابطه با وجود پزشکانی مجرب با علمی که بهره‌ی عملی داشته باشد، آموزش بالینی دوباره به عرصه بازگشت. فوکو این آموزش و پزشکی بالینی را «پزشکی بالینی سده نوزدهم» (متولد اواخر سده‌ی هجدهم و اوایل سده‌ی نوزدهم) می‌نامد که با پزشکی مذکور سده هجدهم فرق داشت. مهمترین وجه افتراق «پزشکی بالینی سده نوزدهم» با «پزشکی بالینی سده هجدهم»، وجود یا حداقل کوششی برای ایجاد زبانی فنی بود تا «دیدنی»های بالین بیمار را «گفتنی» و «آموختنی» کند. آموزش بالینی سده نوزدهم برخلاف آموزش بالینی سده هجدهم، نه فقط آموزش نظام‌های کهن حقیقت، بلکه واقعاً بستری برای کشف حقایق تازه بود. دغدغه‌ی صاحب‌نظرانِ پساترمیدُر، وضع قوانینی بود که هم انحصاراتِ «ارتجاعیِ» صنفیِ پزشکانِ زمان قبل از انقلاب را بازتولید نکنند و هم حرفه‌ی پزشکی را «زیادی آزاد و هردَم‌بیل و بی‌نظارت» رها نکنند چراکه این حرفه با جان مردم سروکار دارد و اشتباهاتش باعث مرگ آدم‌ها می‌شوند. طرح‌هایی گوناگونی توسط فورکورا، دنو، کالِس (Jean-Marie Calès) و... ارائه و برخی اجرا و رد شدند و در نهایت طرحِ پیر ژان ژرژ کابانیس در سال یازدهم انقلاب، مورد استقبال قرار گرفت. کابانیس، دغدغه‌ی مذکور صاحب‌نظرانِ پساترمیدُر را پاسخ داد. این جنبشِ افکارِ میانِ سال‌های ششم تا یازدهم انقلاب، معناهایی در بر داشت که برای پزشکی، تعیین‌کننده و سرنوشت‌ساز بودند:
1. این جنبش موفق شد با وجهه‌ای لیبرال، معیارِ «صلاحیت و شایستگی» را به عنوان معیارِ اِعمالِ محدودیت بر دایره‌ی اشتغالِ پزشکی به کار گیرد تا هم پزشکی با معیارهای قدیمی در اقشار کهن منحصر نشود و هم عالِمان قدیمی نیز بتوانند با آزمون و امتحان به حرفه‌ی پزشکی بازگردند.
2. البته درون این پزشکی بالینی، یک سلسله‌مراتب به وجود آمد. این سلسله مراتب مانند گذشته مبنای آبژکتیو (موارد مورد مطالعه و درمانشان) نداشت، بلکه مبنای سوبژکتیو (تجربه‌ی پزشک و جراح و افسر بهداشت و...) داشت.
3. این سلسله‌مراتب سوبژکتیو، مابه‌ازای آبژکتیو هم پدید آورد: افسران بهداشتْ مسئول درمان مردمان صنعتگر و فعال بودند، جراحانْ مسئول درمان مردمان ساده روستایی بودند (عقیده بر این بود که بیماری‌های این طبقه نیز ساده و سطحی اند) و پزشکانی که در سامان بالینی تازه آموزش می‌دیدند نیز مسئول درمان بیماری‌های سخت‌تر و مردمان اشرافی‌تر.[پاورقی ۱]
4. کارهای عملی «افسران بهداشتِ» نظام بالینی قبلی از آن جهت مورد تأیید نبودند که به نظر نظام بالینی جدید، کار عملی تنها پس از «دیدن»، مورد تأیید است. تجربه عملی‌ای که در حیطه ادراک حسی، حافظه و تکرار، یعنی در حیطه نمونه و مثال، کسب می‌شود، مورد تایید است؛ نه تجربه‌ی بالینی پراکنده و مغشوش و نامنظمی که این افسران در گذشته، در ارتش کسب کرده‌اند. در این تجربه بالینی جدید، رمزگذاری تازه‌ای در حیطه ابژه‌های شناخت در میان است و عمل، تنها طبق این رمزگذاریِ تازه مورد تأیید است.

نحوه‌ی برخورد پزشکی بالینی سده نوزدهم با یک مسئله‌ی اخلاقی نیز مورد توجه فوکو است. بیمارستان، میدانِ آزادِ پزشک برای درمان و آموزش و کشف حقیقت است، اما تا چه حد آزاد؟ بیمار، انسانی است که سوژه‌ی بیماری خود است و برای کسب تسکین به بیمارستان مراجعه کرده است اما پزشکان بالینی، او را تبدیل به ابژه‌ی مطالعه و تحقیق و آزمایش می‌کند:
اما آیا نگاه‌کردن به قصد دانستن و نشان‌دادن به قصد آموزش، خشونتی بی‌صدا (و به همین دلیل مکار) بر بدنی رنجور نیست که طالب تسکین است، نه عرضه شدن در برابر دیگران؟ آیا ممکن است رنج را به نمایش بدل کرد؟
و پاسخ پزشکانِ وقت این بود که:
ممکن است و حتی باید چنین باشد؛ به موجب حقی ظریف که از این حقیقت نشأت می‌گیرد که هیچکس تنها نیست، به خصوص بی‌چیزان، چرا که این توان‌مندان اند که دستشان را می‌گیرند. چون بیماری فقط در صورتی درمان می‌شود که دیگران با دانش، امکانات مالی و دلسوزی خود به میانه‌ی میدان آیند، چون هیچ بیماری درمان نمی‌شود مگر در اجتماع، حقْ آن است که دردِ دردمندان مایه‌ی کسب تجربه برای دیگران شود.
بنابراین برای معاصرین، منطقی بود که وقتی در بیمارستان‌ها، از سرمایه‌های ملی (بودجه‌ی دولتی) و حتی سرمایه‌های خصوصی (پول و مالیات ثروتمندان) برای بیماران خرج می‌شود، بیماران نیز برای جبران، خود را ابژه‌ای برای دانشِ پزشکی کنند تا از این دانش برای درمان بقیه‌ی مردم جامعه استفاده شود. فوکو این نکته را متذکر می‌شود که چقدر کاپیتالیستی، محاسبه‌ی دقیق سود مطرح بوده است.
فوکو ضمن مخالفت مجدد با این ایده که پزشکی در طول تاریخ تحولاتش، در حالِ «پیشرفت» یا «بازگشت به اصالت اولیه» بوده است می‌گوید:
مسلماً نادرست است که پزشکی بالینی پایان قرن هجدهم، را صرفاً بازگشت به خلوص نگاهی ببینیم که دیر زمانی بود با شناخت‌های غلط، شفافیت خود را از دست داده بود. این پزشکی، حتی صرف جابجایی این نگاه یا کارکرد ظریف‌تر قابلیت‌های آن نبود. همزمان و به همان حد که سوژه‌ی شناسا سامانی جدید می‌یافت، تغییر می‌کرد و به شیوه جدید به عمل می‌پرداخت، ابژه‌های جدیدی نیز در برابر دانش پزشکی عرض اندام می‌کردند. پس چنین نیست که ابتدا مفهوم بیماری تغییر کند و سپس شیوه تشخیص آن؛ چنین نیست که ابتدا نظام نشانه‌ها متحول شود و سپس نظریه؛ بلکه همه این‌ها با هم تغییر یافتند و تغییر عمیق‌تر در رابطه‌ی میان بیماری با نگاهی بود که در معرض آن قرار می‌گرفت و در عین حال، واضع آن بود. در این حیطه، نباید میان نظریه و تجربه، یا روش‌ها و نتایج، مرزبندی کرد. باید در عمق آن ساختارهایی کندوکاو کرد که بیماری در قالب آن‌ها «رویت‌پذیر» شد و «نگاه» و میدان دیدش در آن‌ها با «رمزگان دانش» به هم پیوسته بودند. این ساختارهای رویت پذیر دو شکل عمده داشتند که ما … بررسی‌شان خواهیم کرد: ساختار زبانی نشانه و ساختارِ، این یک تصادفی و نامعلومِ، مورد (کِیس).
در پزشکی بالینی سده نوزدهم:
1. بیماری، به مجموعِ علائم، تقلیل یافت؛ البته نه تماماً. افزایشِ ارزشِ نگاه پزشک (و طبعاً آنچه می‌بیند) این اصل موضوعه که علائم و نشانه‌ها را «دال» بیماری به مثابه‌ی «مدلول» می‌دانست را از اعتبار انداخت. علائم، هم مدلول شده بودند (ذات بیماری دیگر چیزی فراتر از علائم در نظر گرفته نمی‌شد) و هم دال بودند (چون بالاخره بیماری چیز دیگری است که این علائم را به وجود می‌آورد). این طرز فکر، متأثر از فلسفه‌ی کُندیاک بود.[پاورقی ۲] پزشکان بالینی نیز به تأسی از کندیاک، علائم را چونان زبان حرکتی، برخواسته از غریزه‌ی بیماری و اصلِ خود بیماری می‌دانستند.
2. این نگاه به تفسیر علائم به مثابه‌ی کاری زبان‌شناختی و استدلالی، تفاوت ماهوی علائم و نشانه‌ها که پیش از آن وجود داشت (که علائم نمودهای ذوات بیماری بودند و نشانه‌ها، مُخبِرانی از آینده‌ی بیماری) را از بین برد. ابتدا باید دید آن عملیاتی که در آن، علائم را به مثابه‌ی عنصر دلالت‌دهنده تفسیر می‌کردند چگونه کار می‌کرد:
  1. با مقایسه‌ی بدن‌ها و یا جاهای مختلف یک بدن: مجموع علائمِ برآمدگی، قرمزی، گرمی، دردناکی، ضربان، حس گرفتگی و انقباض، نشانه‌ی بیماری فلگمون (Phlegmon) اند و این را از مقایسه‌ی دستی با دستی دیگر یا فردی با فردی دیگر فهمیده‌ایم.
  2. با توجه به طرز کار طبیعی بدن: نفس سرد بیمار، نشانه‌ی ازمیان‌رفتنِ حرارت حیوانی و در نیجیه، ضعیف شدید نیروهای حیاتی و مرگ است.
  3. با ثبت بسامد همزمانی‌ها و توالی‌ها: نمی‌دانیم میان علائمِ زبان پربار، لرزش لب پایینی و حالت تهوع چه ارتباطی وجود دارد اما در مشاهده، دو پدیده‌ی نخست غالباً با حالت تهوع دیده شده‌اند و همین کافی است که به نشانه‌ی حالت تهوع بدل شوند.
  4. با رؤیت‌پذیرکردنِ پدیده‌ی رؤیت‌ناپذیر از طریق کاویدنِ درون بدن، فراسوی ظواهر اولیه، به وسیله‌ی کالبدشکافی و امثالش: معاینه‌ی اجساد نشان داده است که در ذات‌الریه‌های توأم با دفع اخلاط، توقف ناگهانی درد و نامحسوس‌شدنِ تدریجیِ نبص، نشانه‌های هپاتیزه‌شدنِ ریه اند.

این عملیات، تمایز نشانه و علامت را از بین بُرد. نشانه را به همان علامت تبدیل کرد؛ منتها علامتی که برعکسِ علائمِ دیگر، از تفاوت، بسامد، همزمانی و توالی‌اش در فرایند بیماری، «آگاهی» داریم. دخالتِ آگاهی بود که علامت را به نشانه تبدیل می‌کرد. هر نشانه‌ای علامت بود اما هر علامتی نشانه نبود. نشانه، همان علامت دانسته می‌شد و همان حرف را می‌زد با این تفاوتِ جزئی که آنچه نشانه «می‌گفت» دقیقاً همانی بود که «علامت» هست. حتی همین عملیات نیز همان «تحلیلِ» کندیاک بود. تحلیل کندیاک بر درستی سرچشمه‌های آغازینِ استدلال تأکید می‌کرد و نگاه پزشکی بالینی نیز به همین امر توجه داشت: نشانه همان علامت است منتها در حقیقت آغازین خود؛ حقیقت آغازینی که اگر مَکشوف نباشد هم باید طبق روش کندیاک، کشفش کنیم. پس پزشکی، تنها زمانی به حد اعلای خودش می‌رسید و همه‌ی تظاهرات بالینی، تنها وقتی به زبانی روشن و قاعده‌مند سخن می‌گفتند، که تمام علائم به نشانه بدل شوند. این هم همانی بود که کندیاک می‌گفت:«زبان درست.» (Langue Bien Faite)
- ۳ـ عقیده بر این بود که حقیقت بیماری، به تمامی بیان‌شدنی است؛ همانطور که بیماری در علائم خود به تمامیت حضور یافته است، وجود آن (بیماری) در قواعد نحوی یک زبان توصیفی هم با شفافیت و بی‌هیچ مانع و ابهامی بیان می‌شود. بنیاد ساختار بیماری و صورت کلامی‌ای که آن را تعریف مشخص می‌کرد، یکی محسوب می‌شد. عمل توصیفی، تصرف وجود بیماری بود، وجود بیماری هم بدون آنکه در قالب کلام در آید، اصلا نمی‌توانست وجود داشته باشد. «وجود دیده‌شده» و «وجود گفته‌شده» از آغاز در حقیقت بارز و آشکار بیماری با یکدیگر مرتبط شدند. به زعم ایشان، آنچه قابل دیدن و نتیجتاً قابل گفتن نباشد، بیماری نیست. این هم متأثر از کندیاک بود. زبان و توصیف، حقیقت را آشکار می‌کرد. نظم زبان، همان نظم حقیقت بود، بنابراین وقتی تاریخچه‌ی بیماری ثبت می‌شد، عنصر زمان برهم‌نخورده بود و صرفا به صورت گفتاری در آمده بود. بُعد زمانی، افزون بر بعد فضایی، اینک به بیماری (فضای اول) افزوده شده بود. دیگر بیماری، چیزی رؤیت‌ناپذیر و توصیف‌ناپذیر نبود که پدیده‌های رؤیت‌پذیر مانع کشف آن باشند؛ بلکه برعکس، بیماری از این پس، در کثرت علائم رؤیت‌پذیر و توصیف‌پذیر درک می‌شد. آنچه «دیدنی» بود، «گفتنی» شده بود:میدان پزشکی، دیگر با انواع سر و کار نداشت، انواع بی‌صدایی که در برابرش عرضه می‌شدند و بازپس گرفته می‌شدند؛ بلکه بر چیزی گشوده می‌شد که همواره به زبانی سخن می‌گفت که وجود و معنای آن با نگاهی که آن را درمی‌یافت، همبسته بود؛ زبانی که در آنِ واحد، می‌خواند و خوانده می‌شد. … ادراک حسی گفتاری و متملانه پزشک، و تامل گفتاری فیلسوف درباره ادراک حسی، به هم می‌پیوندند و اینان بر هم منطبق می‌شوند زیرا جهان برای آنان، همتای زبان است.

فوکو اشاره می‌کند که «عدم قطعیت» در پزشکی و «غیرِ یقینی»بودنِ رشته‌ی پزشکی در سده‌ی هجدهم، نوعی کسر شأن محسوب می‌شد اما در سده‌ی نوزدهم، پزشکان دریافتند که همین ویژگی پزشکی می‌تواند مثبت باشد و چه بسا با استفاده از همین ویژگی، به قطعیتِ بیشتر رسید. در آن زمان، پیشرفت‌های ریاضیاتیِ لاپلاس در علم آمار، توجه پزشکان را به خود جلب کرده بود. پزشکان کوشیدند آمار را وارد پزشکی کنند. این کار، صورت‌بندی ایشان از بیماری و فضاهایش را دگرگون کرد. پس از این می‌شد بسامد بروز علائم را محاسبه کرد و آن را با یک کلیت مقایسه نمود؛ دیگر کثرت علائم، یکدیگر را تأیید یا نفی نمی‌کردند، بلکه با یکدیگر «همگرا» می‌شدند؛ زمان، دیگر عنصری غیر قابل پیش‌بینی محسوب نمی‌شد که واقعیت را پنهان می‌کند و نیاز باشد با نگاه پیش‌بینی‌گر، تأثیرش را خنثی کرد، بلکه عنصری لازم محسوب می‌شد که باید در پژوهش دخالت داشته باشد تا «درجات یقین» را مشخص کند.
دیالکتیک ساده‌ی نوع بیماری و فرد بیمار، فضای بسته و زمان نامعلوم، در اصول، از هم گسیخت. هدف پزشکی، دیگر آن نبود که حقیقت ذاتی را در فردیتی محسوب ببیند، وظیفه‌ی آن، ادراک رخدادهای یک قلمرو گشوده تا بی‌نهایت بود. پزشکی بالینی یعنی این.
اما استفاده‌ی آمار در پزشکی، برعکس پیکربندیِ «زبان-نشانه»، انسجام واقعی نداشت و کاری از پیش نمی‌بُرد؛ نه به خاطر ناکارآمدی علم آمار، که اولا به خاطرِ همچنان کمبود بیمارستان‌ها برای آمارگیری و پژوهش‌های آماری و دوما به خاطرِ اینکه تفکر پزشکان در باب بیماری هم مبتنی بر احتمالات نبود؛ آنان متأثر از فلسفه‌ی کندیاک، وحدانیت و کلیتی برای دانش قائل بودند که با تفکر آمارین، سنخیتی ندارد. ساختار صوری مفاهیم آماری (محاسبه‌ی خطا، انحراف، حد، ارزش میانگین)، هیچگاه در پزشکی به روشنی و دقت بیان نشدند و تلاش‌ها برای ادغام علم آمار با پزشکی با شکست مواجه شد. همانگونه که گفته شد، این شکست، در اصل و اساس خود، از جهل یا کاربرد بیش از حد سطحیِ ابزار ریاضی نشأت نمی‌گرفت، بلکه از خودِ سازمان میدان پزشکی ناشی می‌شد. اما کوشش برای دخیل‌کردنِ آمار در پزشکی، حداقل خلأیی را برای تکامل نهایی مطالعه‌ی موردی (کِیس‌محور) ایجاد کرد:
1. پیچیدگی ترکیب: پزشکان بالینی سده‌ی هجدهم معتقد بودند که هر چه عمومیتِ تظاهراتِ تعریف‌شده در رده‌بندی امراض بیشتر باشد، از آنجایی که مؤلفه‌های مشترک بسیط‌تری در تعریفشان بهره رفته، پیچیدگی‌شان کمتر است: رده‌ی یک بیماری از نوع یک بیماری ساده‌تر، و نوع یک بیماری از خودِ بیماری حی و حاضر در بدن بیمار، ساده‌تر محسوب می‌شد. اما پزشکان بالینی سده‌ی نوزدهم، برعکس، مؤلفه‌های جزئیِ مُکَرَّری که در همه‌ی موردها می‌دیدند را معیار و اصل قرار می‌دادند، و همه‌ی حالات پیچیده‌تر و بسیط‌تر را ناشی از ترکیبِ این تظاهرات جزئی‌تر در نظر می‌گرفتند. آنان معتقد بودند که این تظاهرات جزئی، تحت تأثیر نوع بیماری و بدنِ بیمار، ترکیب می‌شوند. پس توجه به خود بیمار به عنوان یک کیس مجزا بیشتر شد.
2. اصل همانندی: پزشکان بالینی سده نوزدهم، نحوه‌ی ترکیب عناصر بیماری را نه مانندِ پزشکان بالینی سده‌ی گذشته براساسِ ظاهرِ ساختاری (شباهتِ سل، آسم، سینه‌پهلو، بیماری‌های قلبی و اسکوربوت در دشواری تنفس)، که بر اساسِ عملکرد (اختلالات) و مناسبات میان اعضا (شباهت امراض نام‌برده در ضعف عضلات، کبودی رنگ پوست، لکه‌های روی بدن، تورم لثه‌ها و...) توضیح می‌دادند. این نوع نگاه، بیماری‌ها پزشکی را از «واقعیات مرکب» ناشی از اختلاط چند ذات، به «شکل پیچیده‌ای» از آن یک واقعیت واحد تبدیل کرد.
3. ادراک بسامدها: «استقرا» در پزشکی اهمیت یافت. از آنجایی که متأثر از علم آمار، پزشکی یک کلیتِ محاسبه‌پذیر در نظر گرفته شد، اعتقاد بر این شد که یقین در پزشکی، بر اساس مشاهده کامل یک مورد منفرد حاصل نمی‌شود بلکه بر پایه‌ی ازنظرگذراندنِ تمام و کمال تعداد کثیری واقعه‌های منفرد به دست می‌آید. پزشکان می‌گفتند این یقین باید حاصل انبوه احتمالات کافی باشد. بنابراین نگاه هنجارین پزشکی تغییر یافت. پیشتر، پزشکان باید بر ذات یک بیماری اِشراف می‌یافتند و تظاهرات استثنایی و خارق‌العاده را نادیده می‌گرفتند تا بیماری را تشخیص دهند. اما با نگاه آماری، تظاهرات نادر، نادیده‌گرفته نمی‌شدند و استثنایی‌ترین تظاهرات بالینی نیز محاسبه می‌شدند. نگاه هنجارآفرین پزشکی، حاصل جمع نگاه کلیه‌ی مشاهده‌گران شد. پزشکی، از باغ انواع، به قلمرو رخدادها تبدیل شده بود.
4. محاسبه درجه‌های یقین: پزشکان بالینی سده نوزدهم، علم آمار را به شکل تناقض‌آفرینی به کار بردند. آنان امیدوار بودند تطابقات محاسبات آماری، با پزشکی و فیزیولوژی، بالاترین حد یقین را حاصل کند اما منظورشان از «محاسبات»، محاسبه‌ای بود که از بدو امر، به درون قلمرو تصورات ذهنی می‌رود، هم مبنای تحلیل آنها به عناصر متشکل ایشان می‌شود و هم روش استقرا بر اساس بسامد امور. محاسبه دوپهلو و متناقض که در آن واحد تجزیه منطقی و حسابی تقریب است. در واقع، تکلیف، برای پزشکی بالینی معلوم نشد که سروکارش با سلسله‌واقعه‌هایی است که قانون پیدایش و هم‌سوییی آن‌ها باید به صرف بررسی تکرارها تعیین می‌شد، یا موضوع آن مجموعه نشانه‌ها علائم و تجلیاتی است که می‌بایست انسجام آنها را در ساختاری طبیعی جستجو کرد. پزشکان می‌خواستند با علم حساب موردها به رابطه‌ای که ساختاری منطقی داشت، ضریب ریاضی اعطا کنند، که نشدنی بود.

در نتیجه، تلاش پزشکان بالینی برای افزایش قطعیت در پزشکی با ترکیبِ دو وسیلهٔ «علم آمار و حساب» (منطق حساب) و «توصیف دقیق» (منطق تکوین)، با تناقض (یا حداقل ناکارآمدیِ) دو رویکردِ «محاسبه عام و دقیق» و «توصیف تام و جامع» مواجه شد. طبق کتاب، نخستین پزشکان بالینی، متأثر از فلسفهٔ زبانِ کُندیاک، به وضع نوعی تحلیل و تفسیرِ علائم و نشانه‌های بیماری در پزشکی دست یازیده بودند. بنابر نظریهٔ کندیاک، زبانِ کلامی ریشه در زبان حرکتی در بشر اولیه داشته (و پزشکان بالینی نیز علائم و نشانه‌ها را چونان زبان کلامی در نظر گرفتند) و همچنین هر علمی نوعی «زبانِ درست» است که در آن گزاره‌های معلوم (بدیهیات، قطعیات، اصول موضوعه) با هم ترکیب و تفسیر می‌شوند (تحلیل می‌شوند) تا در نهایت به صحت گزاره‌های مجهول خود برسیم. فوکو توضیح می‌دهد که استقبال همزمان پزشکان از دو رویکرد آماری و توصیفی، ناشی از دوپهلوبودنِ خود نظریهٔ کندیاک و ابهامِ واژهٔ «تحلیلِ» او بود. و البته فوکو اشاره می‌کند که در ادامه، پزشکی بالینی از رویکرد اول به رویکرد دوم گرایش بیشتری پیدا کرد. در نتیجهٔ گرایش بیشتر به رویکرد دوم (توصیف دقیق): ۱- پزشکان نتوانستند به خوبی بر سر اینکه چه چیزی «الفبا» و اولین بارقهٔ هر بیماری است به نتیجه برسند چراکه بیماری‌ها اغلب پیچیده‌تر از تصورشان بودند. ۲- با این رویکرد، بیماری به یک واژه تقلیل پیدا کرده بود. از آنجایی که بیماری مجموعه علائم دانسته می‌شد و نام بیماری نیز صرفاً برای این مجموعه وضع می‌شد، پس علناً نام بیماری اشاره به هیچ چیزی که وجود خارجی داشته باشد نداشت و یعنی همچنان چیستی و ماهیتِ بیماری مشخص نشده بود. این مسئله همچنین متأثر بود از ۴- تشبیهِ بیماری به فعل و انفعالات شیمیایی که یعنی کار یک پزشک نه مانند یک گیاه‌شناس، شناختِ نوع امراض، که مانند یک شیمی‌دان، شناختِ فرایندهای آن است. در نتیجه ۵- نگاه پزشک از یک نگاه تعقلی به یک «نگاه حساس» تبدیل شد که باید ماهرانه و در زمان کوتاهی تشخیص خود را بدهد. فوکو می‌گوید این عامل پنجم سبب شد افزون بر «دیدن» («دیداری») و «شنیدن» («شنیداری»)، «لَمسیدن» («لامسه») هم وارد کار پزشکان شود و این مسئله باز توجه به خودِ بیمار و بدن بیمار را افزایش داد و راه را برای کالبدشکافی و آغاز «پزشکی بالینی-تشریحی» گشود.
تحولی که آراءِ بیشا و دیگر کالبدشکافان ایجاد کردند، نه منسوخ‌کردنِ ایدهٔ تحلیلِ فلسفهٔ کُندیاک و اصل رده‌بندی امراض، که جانی تازه بخشیدن به آن دو بود. فعالیت بیشا در امتدادِ تحلیل‌گری پزشکان بالینی محسوب می‌شد منتها تحلیلی که مانند پزشکان بالینی مبتنی بر «نگاه به سطح» و کلنجاررفتن با زبانِ علائم و نشانه‌ها نبود، بلکه در عُمق بدن، برکنده از محمل زبان‌شناختی، آسیب‌های بافتی را به عنوان منشأ علائم و الفبای بیماری یافته بود. او حتی ایدهٔ قدیمی‌ترِ «ارتباط‌دادن بیماری به عضو» (نوعی نگاهِ تجزیه‌نگرانه به بدن به جای نگاه وحدت‌گرایانه مانند رویکرد مُرگانیی) که از رونق افتاده بود را نیز دوباره احیا کرد. بیشا، تحلیل را به خود بیماری هم تعمیم داد: «پزشک تحلیل می‌کند چون خود بیماری تحلیل است و تحلیلش را در بدن به کار می‌بندد.» بنابر نظریهٔ «نُسوجِ» («بافتی») بیشا، بدن انسان دارای وحدت بود. بدن انسان متشکل از بافت‌های گوناگونی بود که در سرتاسر بدن با هم ارتباط داشتند، ضایعاتشان سبب بیماری می‌شد، اندام‌ها چین‌خوردگی‌های همین بافت‌ها بودند، ضایعات در طول و عرض بافت‌ها از عضوی به عضو دیگر منتقل می‌شدند و امراض و علائم متفاوتی ایجاد می‌کردند. همهٔ این‌ها معیارهایی تازه برای کشف ارتباط بیماری‌ها و رده‌بندی آن‌ها به دست می‌دادند. این ارتباط همگانی در بدن انسان، نگاهی مانند نگاه پزشکی بالینی بود، برخلاف نگاه امثالِ مرگانیی که بدن و بیماری را تجزیه‌شده‌تر مطالعه می‌کردند.
فوکو با این اعتقاد مخالف است که دلیل عدم توجه پزشکان به کالبدشکافی تا آن زمان را اعتقادات مذهبیِ مخالف کالبدشکافی می‌داند. فوکو می‌گوید کالبدشکافی قبلا هم بدون هیچ مشکلی توسط متخصصانش انجام می‌شده و امری مرسوم برای آموزش جراحی بوده است. او می‌گوید اتفاقا این خودِ پارادایمِ غالبِ پزشکی بالینی بود که به کالبدشکافی التفاتی نشان نمی‌داد. فوکو می‌افزاید که برخلاف تصور، پزشکی بالینی و آسیب‌شناسی تشریحی دو علم متفاوت هستند و هر کدام نیاز به تغییراتی داشتند تا بتوانند تلفیق شوند:
پزشکی بالینی، نگاه خنثای معطوف بر نمودها، بسامدها و تاریخچه‌ها، نگاهی دل‌مشغولِ پیونددادن علائم به یکدیگر و درک معنای زبان آن‌ها، به واسطه ساختار خود با این کندوکاو در بدن‌های خاموش و بی‌زمان (کالبدشکافی) بیگانه بود و علل و کانون‌های بیماری‌ها برای آن جالب توجه نبودند. پزشکی بالینی تاریخ تن را می‌خواست، به جغرافیای آن بی‌اعتنا بود. علم تشریح و پزشکی بالینی ذهنیت واحدی ندارند. … منازعه میان دانشی جوان و اعتقادات کهن نبود، میان دو شکل دانش بود. برای آنکه یاد تشریح مرضی در دل پزشکی بالینی زنده شود و برای خود جا باز کند، تغییری متقابل و دوطرفه لازم بود: در پزشکی بالینی، ظهور خطوط جدید جغرافیایی؛ در تشریح مرضی، شیوه جدید قرائت زمان.
در پزشکی تشریحی-بالینی، معنا و کاربردِ علائم (Symptoms) و نشانه‌ها (Signs) هم دیگرگون شد. در پزشکیِ رده‌بندی اَمراض، علائم، نمودهای «ذاتِ» بیماری بودند و نشانه‌ها خبر از آیندهٔ بیماری و مرگِ احتمالیِ بیمار می‌دادند. در پزشکی بالینی، این تفاوتِ ماهوی از بین رفت و هر علامتی که می‌شد از قبل و بعدش آگاهی یافت، نشانه محسوب می‌شُد. در پزشکیِ بالینی-تشریحی اما این تفاوت ماهوی منتها به شکلی دیگر برگشت. پزشکانِ بالینی-تشریحی، نشانه را آگاهی‌دهنده‌ای از ضایعات بافتیِ درون بدن می‌دانستند و نه نمودی از ذات بیماری یا مُخبری از آیندهٔ بیماری. به عقیدهٔ آنان، هیچ‌یک از علائم و چه بسا مجموعه‌ای از علائم نمی‌توانستند ثابت کنند که دقیقا چه بیماری‌ای بدن را مبتلا کرده است (چون بسیاری از علائم میان بیماری‌ها مشترک هستند) اما یک نشانه می‌توانست ثابت کند که دقیقا چه آسیبی در بافت‌های درون بدن رخ داده و بنابراین ثابت می‌کرد که دقیقا با کدام بیماری مواجه هستیم. برای پزشکانِ بالینی، گستردگیِ یک نشانه، قطعیتِ آن را بیشتر می‌کرد؛ مثلا تَب چون تماما بدن را درگیر می‌کرد، نشانهٔ قطعی‌تری از نوع و سِیرِ بیماری محسوب می‌شد اما برای پزشکانِ بالینی-تشریحی، اتفاقا یک نشانهٔ محدود می‌توانست به شکلِ دقیق‌تری از اتفاقات و ضایعات درون بدن خبر بدهد؛ مثلا لائنک در معاینهٔ قفسه‌سینهٔ مَسلولان (مبتلایان به سِل) با گوشی پزشکی مشاهده کرده بود که گویی از مساحتِ کوچکی از ریهٔ ایشان (۲/۵ سانتی‌متر مربع) صدایی خارج می‌شود. انگار که آن قسمت از ریه سوراخ شده است. او پدیدهٔ مشابهی در مبتلایان به سینه‌پهلو نیز مشاهده کرد با این تفاوت که صدای مخروج از ریهٔ آنان لرزان‌تر، خش‌دارتر و زنگ‌دارتر است. او صدای ریهٔ مسلولان را «پِکتُریلُکی» (pectoriloquie) و صدای ریهٔ سینه‌پهلوداران را «بُزآوایی» (اگوفونی، égophonie) نامید و این صداها را نشانه‌های متمایزکنندهٔ این دو بیماری دانست. این مسئله نیز به گونه‌ای دیگر هم در راستای پیشفرضِ بررسی حجمی بدن و هم تقویت‌کنندهٔ آن بود. این تحول معنایی علائم و نشانه‌ها، «نشانه‌شناسی» را از فرایندِ «خوانش» به «برون‌افکندنِ علم تشریحِ مرضی» تبدیل کرد. روش‌های «معاینه» متنوع‌تر شدند و حواسِ لامسه و شنوایی نیز در کنار بینایی به معاینه پرداختند. معاینه، کالبدشکافیِ انسانِ زنده شد. هرچند از لحاظ معرفت‌شناختی، برتری همچنان با «حس دیداری» و «اَمرِ رؤیت‌پذیر» بود. حواس لامسه و شنیداری، جایگزین‌های موقت دیداری برای ترسیم یک تصویر رؤیت‌پذیر در نهایت بودند. وقتی کروازیر صدای قلب نارسا را می‌شنید و لائنک صدای تیزِ لرزانِ ریه را، آنان در واقع به ترتیب، هیپرتروفی قلب و ترشحات ریه را «می‌دیدند». برتری‌ای که نگاه پزشکی برای حس دیداری قائل بود، [حداقل ابتدائاً] برخلاف انتظار باعث شد تا استقبال کمی از روش‌های فنی معاینه بشود. بیشا با استفاده از میکروسکوپ مخالفت می‌کرد. چراکه منظور این پزشکان از «دیدن»، همان دیدنِ شایع در روزمره بود، نه دیدنی که به واسطهٔ وسیله‌ای دیگر «برای مدتی اندک، به زور» ممکن می‌شود. حتی آزمایش‌های شیمیایی هم باید در خدمتِ ممکن‌ساختنِ این دیدنِ مرسوم روزمره می‌بودند، نه نمایاندنِ چیزی غیر از این.
فوکو، پیرامون تغییر نگاه و نگرش به «مرگ» در دوران پزشکی بالینی-تشریحی به این نکته اشاره می‌کند که پزشکانِ تشریحی با دو مسئله مواجه بودند: یکم اینکه باید تفاوت میانِ تغییراتِ بافتی ناشی از مرگ و ناشی از بیماری در جسد را می‌فهمیدند؛ باید می‌فهمیدند که «آسیب» بافتیِ مشاهده‌شده در جسد، به دلیل بیماری‌ای که زمان زنده‌بودنش به آن مبتلا بوده ایجاد شده یا پس از مرگ و به دلیل مُردنش ایجاد شده. دوم اینکه پزشکی بالینی به ترتیب و توالی زمانیِ پیدایشِ علائم (Symptoms) اهمیت می‌داد و لازم بود چگونگی ترتیب ظهور علائم در بافت‌هایی که همگی همزمان حضور دارند نیز توجیه شود. در پاسخ به مسئلهٔ دوم، بیشا کوشید میان دو گروه پدیدهٔ مرضی تفاوت قائل شود: ۱- پدیده‌های مرضی‌ای که مقدم بر مرگ اند (زمینه‌سازِ مرگ اند) و ۲- پدیده‌های مرضی‌ای که با مرگ تمام می‌شوند (همان آسیب‌های بافتی و علائمِ ناشی از بیماری). پزشکان بالینی-تشریحی از مفاهیمی مانند «بافت‌مُردگی» بهره گرفتند و استدلال کردند که برخی ضایعات بافتی، در زمان بیماری، مربوط اما مستقل از بیماری به وجود می‌آیند. این ضایعات بافتی، باعث مرگ اند. تشکیل این ضایعات بافتی هم در لحظهٔ مردن رُخ نمی‌دهد، بلکه فرایند تشکیل این ضایعات، قبل‌تر از آنکه مرگ به وقوع بپیوندد شروع می‌شود. بنابراین «مرگ» لحظاتی قبل از مردن، در همان زمانی که بیمار زنده است، رخ می‌دهد تا بالاخره این فرایند به حدی برسد که حیات آلی مختل شده و فرد بمیرد. اساسا زنجیره‌ای بودنِ فرایندِ مرگ توجه آنان را به خود جلب کرده بود. ایشان توضیح می‌دادند که چگونه مرگ یعنی از کار افتادنِ سه عضوِ «مغز»، «شش» و «قلب» و مرگِ هر کدام بر دیگری اثر می‌گذارد تا فرد بمیرد. آسیب بافتیِ هر کدام و اختلال عملکردِ هر کدام به دیگری سرایت کرده تا اینکه فرد بمیرد. همچنین آنان اشاره می‌کردند که همچنان پس از مرگ نیز برخی بافت‌ها مانند استخوان‌ها و زردپی‌ها سالم می‌مانند و کمی طول می‌کشد تا این بافت‌ها نیز بمیرند و «بافت‌مردگی» برای آنان هم به وقوع بپیوندد. این تصور از مرگ، که آن را فرایندی جدا از بیماری می‌دانست، علنا به مفهوم مرگ، استقلال بخشید. «مرگ» تبدیل به رکن سومی در کنار «حیات» و «بیماری» شد. مرگ تبدیل به ابزاری شد که مطالعهٔ ضایعات فرایندِ مستقلش می‌توانست واقعیاتی از وضعیت بیماری و سلامتِ فرد بنمایاند. مرگ تبدیل به معیارِ تعریف حیات شد؛ از آن پس حیات را «مجموعه عملکردهایی که مانعِ مرگ می‌شوند» تعریف کردند.
نظریهٔ نُسوجِ (بافتیِ) پزشکان تشریحی-بالینی با چند اصل، پیدایش و گسترش بیماری در بدن را توضیح می‌داد: ۱- اصل ارتباط نسوج، مبنی بر اینکه هر نسج (بافت)، شیوه‌های مرضی خاص خود را دارد. از آنجایی که هر نسج منحصربه‌فرد است، پس آسیب‌های مشابه به هر نسج، علائم و بیماری‌های منحصربه‌فردی ایجاد می‌کند. ۲- اصلِ نفوذناپذیریِ نسوج، دال بر اینکه ضایعات بیماری به صورت طولی در یک نَسج گسترش می‌یابند و نه به صورت عرضی از نسجی به نسج دیگر. ۳- اصل نفوذِ مارپیچی که دو اصل پیشین را کمی تعدیل می‌کرد. این اصل توضیح می‌دهد که هرچند ضایعهٔ نسجی به نسج دیگر نمی‌رود اما می‌تواند (مثلا اگر مزمن باشد،) تأثیرات غیر مستقیمی بر نسوج دیگر بگذارد. مثلا التهاب در یک نسج (اختلال ساختاری) می‌تواند با فشار آوردن به نسوج مجاور، عملکرد آنان را مختل کند (اختلال عملکردی). ۴- اصل خاص‌بودن شیوهٔ حمله به نسوج که می‌گفت ضایعات انواعی دارند و صرفا تفاوت بافت درگیر نیست که علائم و بیماری‌های متفاوت ایجاد می‌کند (اصل اول) بلکه ضایعه هم سرشت خاص خود را دارد. برخی ضایعات، ماهیت نسج درگیر را به نسج دیگری که در بدن هست تبدیل می‌کنند اما برخی ضایعات، نسج درگیر را به چیزی تبدیل می‌کنند که در بدن نیست. ۵- اصل ضایعهٔ ضایعه که به تسهیلِ پیدایش عوارضِ بیماری ب در آینده، در نتیجهٔ پیدایش عوارض بیماری الف اشاره دارد.
این پنج اصل، در کنار این نکته که «ضایعاتی مانند سرطان و توبرکول‌ها نیز اساساً زندگیِ خاص خودشان را دارند»، باعث شد تا نگاه به بیماری به عنوان بَلایی خارجی که به بدن می‌آید تغییر کند و از آن پس بیماری با خودِ فرایندهای حیاتی توضیح داده شود و از مفهومِ «حیاتِ مرضی» برای تعریف بیماری بهره گرفته شود. این تغییرِ نگاه در کنارِ مثلثِ مذکورِ بیماری-حیات-مرگ، ارتباط حیات و مرگ را تجدید سامان بخشید: بدن نمی‌میرد چون بیمار می‌شود، بلکه برعکس، بدن بیمار می‌شود چون امکان مُردنش وجود دارد. بیماری دیگر چیزی نبود جز شکلِ مَرَضیِ حیات. فوکو می‌گوید این تجدید سامان، نظریهٔ نیروی حیات (که مخالف نگاه مکانیکی به بدن موجود زنده بود و حیات موجود زنده را در منشأیی غیرِ آلی جستجو می‌کرد) را از اعتبار انداخت. فوکو ادامه می‌دهد که ازاعتبارافتادنِ این نظریه این پنداره را برای پزشکان بالینی-تشریحیِ سدهٔ نوزدهم به وجود آورد که از بَندِ نظریات و عقاید کهن رها گشته‌اند و اینک به یک نگاهِ عینی و مطلقاً واقعی دست یافته‌اند. حال آنکه به زعم فوکو چنین اتفاقی نیفتاده بوده است، نظریه‌پردازی در مکتب آنان نیز همچنان انجام می‌شده و ایشان صرفا مبانی نظریه‌پردازیِ خود را دیگر کرده بوده‌اند.
فوکو می‌گوید که پزشکی بالینی-تشریحی، ابتدائاً اتفاقاً ایده‌ی «رده‌بندی امراض» و «سرشت بیماری» را تقویت کرد. [(سرشت بیماری برای پزشکی رده‌بندی امراضْ یک وجود خارجی ماوراءالطبیعه بود، برای پزشکی بالینیْ مجموعِ علائم بود و برای پزشکی بالینی-تشریحیْ نَه دو مورد پیشین بود و نَه ضایعات بافتی)] پزشکی رده‌بندی امراض و پزشکی بالینی-تشریحی، حداقل در «نگاه بی‌طرفانه [اولی به علائم سطحی و دومی به آسیب‌های بافتی]» مشترک بودند و هر دو برعکسِ پزشکی بالینی، مواردِ استثنا را حذف نمی‌کردند. از طرفی کوششِ پزشکان بالینی-تشریحی در پاسخ به دو دسته پرسش، این پزشکی را به پزشکی رده‌بندی امراضْ نزدیک‌تر کرد: اول آنکه پزشکان بالینی-تشریحی متوجه شده بودند که برخی از بیماری‌ها مانند تب‌ها و بیماری‌های اعصاب، ضایعات و آثار بافتی ندارند. بنابراین از همین سبب آنان عینِ ضایعات بافتی را خودِ سرشتِ بیماری در نظر نمی‌گرفتند و معتقد بودند سرشت بیماری چیزی است که در حد فاصله‌ی علل بیماری تا پیدایش آسیب‌های بافتی است؛ که سرشت بیماری‌های تب‌ها و اعصاب نیز به گونه‌ای است که آسیب‌های بافتی ایجاد نمی‌کنند. آنان استدلال می‌کردند که ضایعات بافتی تنها نمایاننده‌ی «جایگاه (نقطه‌ی آغاز)» بیماری هستند، جایگاهی که آنجا بیماری در بدن لنگر می‌اندازد. دومین پرسش آنکه آیا این تعیینِ جایگاه، امری عام در تشخیص امراض است؟ یعنی اگر بیماری‌ها ضایعات بافتی خاص خود را دارند، آیا نمی‌توان از همین موضوع برای رده‌بندی آن‌ها استفاده کرد؟ کلنجاررفتن با این مسائل توسط کسانی مانند پینل (که ضمن اشتغال به پزشکی بالینی همواره نیم‌نگاهی به سنت پزشکی قبلی داشت)، پزشکان را به سمت دسته‌بندی آسیب‌ها و ارتباط‌دادنِ نوعِ این آسیب‌ها به سرشتِ بیماری سوق داده بود. [بدیهی است که پزشکان تشریحی-بالینی و پزشکان رده‌بندی امراض، اگر هم در «رده‌بندی امراض» مشترک بوده‌اند، معیارهای رده‌بندی‌شان دو چیز متفاوت بوده‌است.]
پزشکیِ بالینی-تشریحی در ابتدا مانند پزشکی بالینی، بیماری را در یک کُلّیَّت مطالعه و تحلیل می‌کرد اما مطالعه‌ی تب‌ها، توجه به «موضع» و «اعضا»یِ درگیر را نیز در پزشکی بالینی-تشریحی زنده کرد. در آن زمان، سازوکار تب را یکسان با التهاب می‌دانستند اما پدیده‌ی تب را گونه‌ی عمومی التهاب در نظر می‌گرفتند. در هر دوی این پدیده‌ها، ابتدا جریان خون کُند می‌شد، سپس بدن برای جبران، جریان خون را سریع می‌کرد. در نتیجه‌ی این افزایش سرعت، حرارت هم ایجاد می‌شد. منتها در تب، این اتفاق به صورت عمومی در همه جای بدن می‌افتاد ولی در التهاب، تنها در موضع کوچکی پدیدار می‌شد که با پُرخون‌شدن (قرمزشدنِ) ناحیه هم همراه بود. به زعم پزشکان آن زمان، تب مسیرِ وارونه‌ی بیماری بود. فعالیتی در راستای جبران اختلالات ایجادشده بود. تلاشِ بدن برای جلوگیری از مرگ بود. تب در این حالت، فاقد ارزشِ معاینه‌ای بود چراکه تنها با آثارش هویدا می‌شد و فاقد تکیه‌گاهی آلی بود. پزشکان بالینی-تشریحی در جستجوی کیفیاتی در تب که مانند علائم به کشف آسیب‌های بافتیِ درون بدن کمک کند، متوجه شدند که تب نیز انواعی دارد. «تب»، تبدیل به «تب‌ها» شد. آنان در رده‌بندی انواع تب‌ها گاهی طبق ترشحات همراه با آن‌ها، گاهی با سیر تکاملشان، گاهی با علائم همزمانِ غیر از تبشان و گاهی هم با اندامی که دچار تب شده است (آغازگاه تب بوده است). این موضوع باعث شد که پزشکان بالینی-تشریحی‌ای همچون پینل، رده‌بندی امراض را نه بر مبنای «پیکربندی منطقی» انواع که بر مبنای فضای آلی بدن انجام دهند و در نتیجه همان «جایگاه بیماری» مذکور را حاکی از سرشت بیماری در نظر گرفتند.
بروسه با ادامه‌دادن مطالعاتش پیرامون تب، تحولات شگرفی در پارادایم پزشکی بالینی-تشریحی ایجاد کرد و این تحولاتِ نو نیز به نوبه‌ی خود در نتیجه‌ی احیای دو مفهومِ قدیمی توسط بروسه ایجاد شدند: یکی «نظریه‌ی همدردی» که قائل به تبادل و انتقالِ علائم و آسیب‌های بیماری در سرتاسر بدن بنابر یکسری اصول بود و دیگری «نظریه‌ی تحریک» که می‌گفت یکسری عوامل درونی یا بیرونی پس از برخورد با نَسج یا بخشی از بدن باعث کاهش یا افزایش «حرکت» در آن می‌شوند. بروسه استدلال می‌کرد که همه‌ی تب‌های «عمومی/ذاتی» که تصور می‌شد جایگاهی ندارند، با همه‌ی تفاوت‌هایشان از یک التهاب موضعی در جایی از بدن آغاز می‌شوند. التهاب در جایگاهی از بدن، اگر شدید شود، در نهایت به تب مبدل می‌شود اما با توجه به ماهیت و چیستیِ جایگاه التهاب، مسیر خاصی تا تب طی می‌شود. این اندیشه بروسه، توجه به فیزیولوژی را دو چندان کرد چراکه به اعتقاد او می‌شد با شناخت عملکرد یک عضو، سرنوشت التهاب آن را پیش‌بینی کرد و همچنین از روی «مجموعه‌علائمی» که در فرایند تب مشاهده می‌شود، می‌توان جایگاه التهاب نخستین را کشف کرد. پس بروسه مانند پزشکان بالینی، توجه به «مجموعه‌ی علائم» را هم احیا کرد. در نظر بیشا (آغازنده ی پزشکی بالینی-تشریحی)، بیماری موضعی بود چون رؤیت‌پذیر است (تقدمِ رؤیت‌پذیری بر موضعی‌بودن) اما بروسه این ارتباط را وارونه کرد: بیماری رؤیت‌پذیر است چون موضعی است (بروسه اصلِ موضعی‌بودن را بر رؤیت‌پذیری تقدم بخشید). این توجه بروسه به موضع و فیزیولوژی، علم پزشکی را بیش از پیش از یک علم دیداری به یک علم فضایی تبدیل کرد. علم پزشکی علنا تبدیل به روشِ فَهمِ تَنِ آدمی شده بود. همچنین بروسه، تبیینِ علتِ التهاب در اعضای بدن را با توسل به نظریه‌ی تحریک توضیح می‌داد. او می‌گفت برخورد یکسری عوامل داخلی و خارجی به نسجی از بدن، فعالیت آن نسج را تشدید کرده وَ التهاب و تب را باعث می‌شوند. «جایگاه بیماری» برای بروسه برعکسِ پینل، ربطی به ذات بیماری نداشت بلکه صرفا محلِ برخورد عوامل بیماری‌زا با بدنِ آلی بود. این نگاه بروسه، علنا مفاهیم «ذات بیماری» و «بیماری ذاتی» را منسوخ کرد: بیماری دیگر موجودی ذات‌مند نبود، بلکه باید صرفا واکنش آلی بدن به عواملِ محرک محسوب می‌شد.
[کشف بزرگ بروسه در ۱۸۱۶ این است:] هستی بیماری ناپدید می‌شود. پدیده‌ی مرضیْ واکنشِ آلی در برابر یک عامل تحریک‌کننده است، بنابراین دیگر ممکن نیست به دنیایی تعلق داشته باشد که در آن بیماری هرچند در ساختاری خاص متجلی می‌شود، ماهیت آن را یک سنخ الزام‌آور و متقدم بر آن تعیین می‌کند که بیماری با راندن جلوه‌های فردی و عرضیاتِ قائم به غیر در لاک آن فرو می‌رود. بیماری در تار و پودی آالی گرفتار است که در آن ساختارها فضایی، تَعَیُّناتْ عِلّی و پدیده‌ها کالبدشناختی و فیزیولوژیک اند. بیماری هیچ نیست جز نوعی حرکت پیچیده نسوج در واکنش به یک علت محرک. همه ذات بیماری همین است: زیرا دیگر نه بیماری ذاتی وجود دارد نه ذات بیماری. «همه رده‌بندی‌هایی که ما را وا می‌دارند بیماری‌ها را هستی‌هایی خاص در نظر گیریم، معیوبند و ذهن هوشمند بی‌وقفه، و گویی بی‌اختیار، به تفحص در اندام‌های مبتلا کشیده می‌شود.»
پارادایم پزشکی بروسه مبتنی بر سه اصل بود::
1. تعیین اینکه کدام اندام «رنج» می‌برد، بر اساس علائم بروزیافته صورت می‌گیرد اما شرط آن، شناختن همه‌ی اندام‌هاست، همه نسوجی که وسیله‌ی ارتباط این اندام‌ها با یکدیگرند و تغییراتی که دگرگونی یک اندام در اندام‌های دیگر به وجود می‌آورد.
2. تبیین این امر که چگونه یک اندام «رنجور» شده است، بر اساس یک عامل بیرونی؛ با در نظر گرفتن این امر اساسی که تحریک ممکن است بیش فعالی یا برعکس ضعف عملکرد را در پی آورد و اینکه این دو نوع دگرگونی تقریباً همیشه در آن واحد در ساختمان بدن ما وجود دارند. (بر اثر سرما فعالیت ترشحات جلدی کم می‌شود در حالی که فعالیت ریه افزایش می‌یابد.)
3. نشان‌دادن آنچه باید انجام داد تا آن اندام دیگر «رنج» نکشد، یعنی حذف علت (سرما در ذات‌الریه) و نیز از میان بردن معلول‌هایی که پس از خاموشی علت باز هم ناپدید نمی‌شوند. (پرخونی در ریه افراد مبتلا به ذات‌الریه حالت تحریک را حفظ می‌کند.)

فوکو، اینکه در ادبیات بروسه، به جای «ابتلاء» و «مبتلا» به ترتیب از واژگان «رنج» و «رنجور» استفاده شده است را مرتبط با فهمِ ویژه‌ی و نگاه خاص معطوف به بدن در آن زمانه می‌داند که متضمن فکر ارتباط اندام با یک عامل یا یک محیط، واکنش به حمله، عملکرد غیر طبیعی و نهایتاً تاثیر اندامی که مورد حمله قرار گرفته بر اندام‌های دیگر و ایجاد اختلال در کار آنهاست.
فوکو می‌گوید علم پزشکی با بروسه، اساساً از «پزشکی امراض» تبدیل به «پزشکی واکنش‌های مرضی» شد که بر سدگان نوزدهم و تا حدی بیستمِ میلادی حاکم بود و پس از آن نیز «پزشکی عوامل بیماری‌زا» با جرح و تعدیل‌هایی در روش‌شناسی، درون آن (درون سده‌ی بیستم میلادی؟) جای گرفت.

### پاورقی‌ها
1. ↑  کلا اندیشمندان علوم‌انسانی فرانسوی، پیش از این اتفاقات نیز باور داشتند که اشکال بیماری مردم، با سامان معیشتی و اجتماعی جامعه‌ای که درش زندگی می‌کنند ربط دارد. فوکو در همین ترجمه از کتاب، صفحه‌ی ۷۶، دراین‌باره نوشته است:«رویای دیگر [(ساختن جامعه‌ای بدون بیماری)] شکل افراطی تعمقی تاریخی بود. امراض به وضعیت زندگی و شیوه زیست افراد وابسته‌اند، از این رو در زمان‌ها و مکان‌های مختلف، شکل متفاوت دارند. در قرون وسطی، در دوره جنگ و قحطی، بیماری‌ها با ترس و ضعف همراه بودند (تب دق، سکته‌ی مغزی) در حالی که در قرون شانزدهم و هفدهم، انسان از عشق به میهن و تعهد به آن، آزاد می‌شود؛ خودخواهیْ حاکم، و انسانْ دل‌مشغول خود می‌گردد، و شهوت‌رانی و شکمبارگی رواج می‌یابد (امراض مقاربتی، انسداد احشاء و شریان‌ها). در قرن هجدهم، کسب لذت به واسطه‌ی قوه‌ی تخیل صورت می‌گیرد؛ مردم به تئاتر می‌روند، رمان می‌خوانند، از گفت‌وگوهای بیهوده سرمست می‌شوند، شب‌ها بیدار می‌مانند و روزها می‌خوابند، پس به هیستری، خودبیمارپنداری و امراض عصبی دچار می‌شوند.»
2. ↑  کُندیاک (Etienne Bonnot de Condillac) با تأثیرپذیری از آرای لاک، معتقد بود سرچشمه شناخت بشری، دریافت‌های حسی است. تفکر کندیاک سه مضمون اصلی دارد: هر شناختی از تغییر و تبدیل حس‌های اولیه به دست می‌آید، قوای بشری فطری نیستند و تکامل بشر وابسته به تکامل زبان است. هرچند کندیاک را پیرو لاک و معرف فلسفهٔ او می‌دانند، در تجربه‌گرایی از لاک فراتر رفته است، زیرا برخلاف لاک برای شناخت بشر دو مبنای حس و اندیشه قائل نبود، بلکه سرچشمه شناخت را حِسِّ صِرف می‌دانست. به علاوه تأکید کندیاک بر زبان و نشانه‌های زبانی در شکل‌گیری شناخت بشری، در فلسفه لاک دیده نمی‌شود. حس‌گرایی کندیاک بر نام‌گرایی مبتنی است. کندیاک جهان مادی را برساخته از پدیده‌های منفردی می‌بیند که انسان به یاری زبان از آن‌ها کلیت می‌سازد. انسان برای تفکر نیازمند نشانه‌های زبانی است که برخلاف نشانه‌های تصادفی یا طبیعی، قراردادی و حاصل یک روند تکاملی طولانی اجتماعی اند. کندیاک می‌گفت:«وضع‌کردنِ یک علم، ساختن یک زبان است و تحقیق و مطالعه در آن علم نیز فراگیری یک زبان درست است.» کندیاک معتقد بود زبان علوم باید به همان سطح از دقت و وضوح برسد که زبان ریاضیات روشی عمومی برای شناخت عرضه کرد: تحلیل یعنی حرکت از معلوم به مجهول از طریق تجزیهٔ موضوع شناخت برای یافتن عناصر آن. ذهن در این مسیر باید آنقدر پیش برود که به آن عناصری برسد که از تجربهٔ بلاواسطه حاصل شده است. طبیعت، هادی ذهن در تحلیل است. «خطا زمانی رخ می‌دهد که طبیعت دیگر ما را به اشتباهاتمان واقف نکند.» فرق تحلیل با سنتز در آن نیست که تحلیل تجزیه می‌کند و سنتز ترکیب. هر دو هم تجزیه می‌کنند و هم ترکیب، اما تحلیل از معلوم به مجهول می‌رود تا آنکه به سرآغاز برسد درحالی که سنتز از مجهول حرکت می‌کند و نقطهٔ شروعی نادرست، غالبا یک تعریف، را مبدأ مسیر خود قرار می‌دهد. تحلیل هم روشی برای کشف حقیقت است و هم شیوه‌ای برای عرضه‌کردن نحوه شکل‌گیری تصورات (ایده‌ها). کندیاک زبان حرکتی را سرچشمه زبان کلامی می‌دانست. زبان حرکتی تاریخاً و منطقاً بر زبان کلامی تقدم دارد. این زبان‌ها از فریادها و اداها و دیگر حرکاتی ساخته شده که تصورات بشر را بیدار می‌کنند. زبان حرکتی خود دو نوع متمایز دارد: زبان حسیو غریزی که نشانه‌های آن بیانگر احساسات و داوری‌های فطری است و زبانی که نشانه‌های آن قراردادی و وضع‌شده است. زبان حرکتی و زبان کلامی هر دو نتیجهٔ عملیات ذهنی‌ای اند که واضع نشانه است. «توضیحات فاطمه ولیانی در صفحات ۱۴۷–۱۴۶ در ترجمهٔ خود که در «کتاب‌شناسیِ» بخش «منابع» در پایین مقاله معرفی شده است.»
3. ↑  خود فوکو در ابتدای این فصل (فصل ششم، نشانه‌ها و موردها) با نقلِ قولِ طَویلی از «C. -L Dumes» در «Eloge de Henri Fouquet» به تاریخ «Montpellier, 1807» ، اینگونه می‌آغازد:«این است قلمرو بی حد و مرز پزشکی بالینی:«سواکردن اصل و علت بیماری از میان اغتشاش و ابهام علائم؛ شناختن سرشت صورت‌ها و پیچیده شدن‌های بیماری؛ با اولین نگاه، تشخیص همه خصوصیات بیماری و همه وجوه تمایز آن؛ جدا کردن عناصر بیگانه و بیرونی از بیماری به کمک تحلیل سریع و ظریف؛ پیش بینی رخدادهای مفید و مضر که قاعدتاً در طول بیماری تحقق می‌یابند؛ اشراف بر لحظات مساعدی که طبیعت برای از میان بردن بیماری به وجود می‌آورد؛ ارزیابی نیروی حیاتی و فعالیت اعضای بدن؛ افزایش یا کاهش دادن نیروی آن‌ها بر حسب نیاز؛ تعیین دقیق این امر که چه موقع باید برای درمان اقدام کرد و چه وقت باید منتظر ماند؛ تصمیم‌گیری قاطعانه برای انتخاب یک روش از میان روش‌های مختلف درمان که همه‌ی آن‌ها فواید و ضررهایی دارند؛ انتخاب روشی که به نظر می‌رسد به‌کاربستن آن سریع‌تر، خوشایندتر و متضمن اطمینان بیشتر به موفقیت باشد؛ بهره بردن از تجربه؛ استفاده از فرصت‌ها؛ ترکیب همه موقعیت‌های مساعد؛ محاسبه همه رخدادهای تصادفی؛ حاکم‌شدن بر بیماران و عواطفشان؛ تسکین دادن دردشان؛ آرام‌کردن اضطرابشان؛ حدس‌زدن نیازهایشان؛ تحمل خودسری‌هایشان؛ مهار کردن خلق و خویشان و تسلط بر اراده‌شان؛ نه همچون حاکم جباری که بر بردگان فرمان می‌راند، بلکه چون پدری مهربان که دل نگران سرنوشت فرزندانش است.»
4. ↑  فوکو مصداق ابهامِ این نظریه برای خود کندیاک را دو نقل قول از کندیاک می‌داند: یکی اینکه «تجزیه تصورات پیچیده به تصورات ساده متشکله آن‌ها و پیگیری سیر پیشرفت تکویشان» و دیگری آنکه «جستجوی حقیقت از طریق نوعی محاسبه، یعنی با ترکیب و تجزیه مفاهیم به قصد مقایسه آن‌ها به شیوه‌ای که بیش از سایر شیو‌ه‌ها مناسب کشفیاتی باشد که مد نظر داریم». فوکو در صفحهٔ ۱۷۴ ترجمهٔ ولیانی، این دو نقل قول را مستقیما از خود کندیاک آورده است در کتابش به نام «Origine des connaissances humaines». اولین گزاره از صفحه ۱۶۲ آن و دومین از صفحه ۱۱۰ آن.